# متشابه القرآن
المتشابه من القرآن هو ما خفي بنفس اللفظ ولا يرجى دركه أصلا، كالمقطعات في أوائل السور. الآيات المتشابهات هي الآيات القرآنية المتشابهة التي تحمل أكثر من تفسير، يقول الله تعالى في سورة آل عمران {هُوَ الَّذِي أَنْزَلَ عَلَيْكَ الْكِتابَ مِنْهُ آياتٌ مُحْكَماتٌ هُنَّ أُمُّ الْكِتابِ وَأُخَرُ مُتَشابِهاتٌ فَأَمَّا الَّذِينَ فِي قُلُوبِهِمْ زَيْغٌ فَيَتَّبِعُونَ ما تَشابَهَ مِنْهُ ابْتِغاءَ الْفِتْنَةِ وَابْتِغاءَ تَأْوِيلِهِ وَما يَعْلَمُ تَأْوِيلَهُ إِلَّا اللَّهُ وَالرَّاسِخُونَ فِي الْعِلْمِ يَقُولُونَ آمَنَّا بِهِ كُلٌّ مِنْ عِنْدِ رَبِّنا وَما يَذَّكَّرُ إِلَّا أُولُوا الْأَلْبابِ} ، في هذه الآية بداية ونهاية فرع من علوم القرآن الكريم نجده يبدأ منها وينتهي عندها، إذ احتوت كلماتها على المحكم ويقابله المتشابه، والراسخون في العلم يقابلهم الذين في قلوبهم زيغ، ومن هذه الاية كانت بداية تعريف كل من المحكم والمتشابه، وقد روى عبد الله بن عمرو بن العاص رضي الله عنهما أن رسول الله صلى الله عليه وآله وسلم قال (العلم ثلاثة فما سوى ذلك فهو فضل: آية محكمة أو سنة قائمة أو فريضة عادلة).

## المحكم والمتشابه
اختلف العلماء في تحديد معنى المحكم والمتشابه، فالبعض اعتبر أن المحكم هو الواضح الدلالة، ولا يحتاج إلى بيان، والمتشابه هو الخفي الدلالة، ويحتاج إلى بيان، والبعض الآخر اعتبر (المحكم) ما يمكن معرفة معناه ودلالاته بالتفسير والتأويل، والمتشابه اختص الله به فلا تعلم دلالته ولا معناه، لا بالتفسير ولا بالتأويل.
قال السيوطي في الإتقان في علوم القرآن: وقد اختلف في تعيين (المحكم والمتشابه) على أقوال:
- فقيل: المحكم ما عرف المراد منه، إما بالظهور وإما بالتأويل، والمتشابه ما استأثر الله بعلمه كقيام الساعة وخروج الدجال والحروف المقطعة في أوائل السور.
- وقيل: المحكم ما وضح معناه والمتشابه نقيضه.
- وقيل: المحكم ما لا يتحمل من التأويل إلا وجها واحدا، والمتشابه ما احتمل أوجها.
- وقيل: المحكم ما كان معقول المعنى، والمتشابه بخلافه، كإعداد الصلوات واختصاص الصيام برمضان دون شعبان، قاله الماوردي.
- وقيل: المحكم ما استقل بنفسه والمتشابه ما لا يستقل بنفسه إلا برده إلى غيره.
- وقيل: المحكم ما تأويله تنزيله، والمتشابه ما لا يدرى إلا بالتأويل.
- وقيل: المحكم ما لم تتكرر ألفاظه ومقابله المتشابه.
- وقيل: المحكم الفرائض والوعد الوعيد، والمتشابه القصص والأمثال.

وقال ابن عباس: المحكمات: ناسخه وحلاله وحرامه وحدوده وفرائضه... والمتشابهات: منسوخه ومقدمه ومؤخره وأقسامه وأمثاله، وروي عن مجاهد قال: المحكمات ما فيه الحرام والحلال وما سوى ذلك منه متشابه يصدق بعضه بعضا... وروي عن الضحاك قوله: المحكمات ما لم ينسخ منه، والمتشابهات ما قد نسخ.
وعرف الزركشي في البرهان في علوم القرآن المحكم بأنه ما أحكمته بالأمر والنهي وبيان الحلال والحرام، والمتشابه ما يشتبه اللفظ فيه في الظاهر مع اختلاف المعاني، ويقال للغامض متشابه، واختلفوا فيه، فقيل: هو المشتبه الذي يشبه بعضه بعضا، وقيل: هو المنسوخ غير المعمول به، وقيل: القصص والأمثال، وقيل: فواتح السور، وقيل: ما لا يدرى إلا بالتأويل وهذه الأقوال بالرغم من تعددها فهي دالة على المراد، ومعبرة، وواضحة، فالمتشابه ما كان غامض الدلالة، محتاجا لتأويل، محتملا عدة أوجه، لا مجال للترجيح بينها بمجرد العقل، ولابد فيها من دليل نقلي...
ونقل صاحب البرهان عن ابن حبيب النيسابوري تعدد الأقوال في هذه المسألة، من حيث كون القرآن محكما ومتشابها أو مشتملا على المحكم والمتشابه، فاعتبر البعض أن القرآن محكم، لقوله تعالى: {كتاب أحكمت آياته} والبعض قال: إنه متشابه، والصحيح أنه منه المحكم ومنه المتشابه، كما جاء في القرآن نفسه...
وذهب بعض المتكلمين إلى أن القرآن يجب أن يكون معلوما وإلا بطلت فائدة الانتفاع به، ونقل الراغب الأصفهاني قولهم هذا، وناقش الزركشي كلام من قال: ما الحكمة في إنزال المتشابه ممن أراد لعباده البيان والهدى، فأجاب بأن الأمر لا يخلو من حالتين:
- الحالة الأولى: إن كان يمكن علمه فله فائدتان:

1. الأولى: حث العلماء على النظر الموجب للعلم بغوامضه والبحث عن دقائق معانيه، فإن استدعاء الهمم لمعرفة ذلك من أعظم القرب.
2. الثاني: إظهار فضل العالم على الجاهل، ويستدعيه علمه إلى المزيد في الطلب في تحصيله ليحصل له درجة الفضل...

- الحالة الثانية: إن كان لا يمكن علمه فله فائدتان:

1. الأولى: إنزاله ابتلاء وامتحانا بالوقف فيه والتعبد بالاشتغال من جهة التلاوة وقضاء فرضها... ويجوز أن يمتحنهم بالإيمان بها حيث ادعوا وجوب رعاية الأصلح...
2. الثانية: إقامة الحجة بها عليهم، وذلك لأن القرآن نزل بلغة العرب فإذا عجزوا عن الوقوف على ما فيها مع بلاغتهم وأفهامهم دلّ ذلك على أن الذي أعجزهم عن الوقوف هو الذي أعجزهم عن تكرر الوقوف عليها.

ولا شك أن هناك حكمة من إيراد الآيات المتشابهات، ولا يمكن أن يكون الأمر من غير غاية، ومن الإعجاز أن تخفى غايات المتشابه، وأن يقع الاختلاف في تحديد مراده، لأن العقول البشرية لا يمكن أن تدرك كنه بعض الحقائق المتعلقة بالله وبالكون، وبالغيب وبالحياة الآخرة، ولابد من بعض الغموض، وهو غموض نسبي، بسبب عجز العقول عن الفهم، ولا يكلف الإنسان بإدراك ما لا يطيق من معرفة الأمور التي لا يدركها العقل.
وليس من حق الإنسان أن يطلب معرفة كل شيء، وهذا أمر فيه استحالة، فالحياة أكثر تعقيدا مما يتصوره العقل، وعلى الإنسان أن يسلم فيما لا يقدر على إدراكه، وأن يؤمن بحكمة الله، وأن ما جاء به هو الحق، والخطاب القرآني موجه لكل الناس وفي جميع الأزمان، ولا يمكن أن يدرك كل مخاطب حكمته وأسراره، وأن يحيط بكل شيء...
وذهب الخطابي إلى أن المتشابه على ضربين:
1. أحدهما: يعرف معناه إذا رد إلى المحكم واعتبر به.
2. والآخر: لا سبيل إلى الوقوف على حقيقته، وهذا النوع هو الذي يتبعه أهل الزيغ فيطلبون تأويله ولا يبلغون كنهه، فيرتابون فيه فيفتنون...

وقال ابن الحصار: قسم الله آيات القرآن إلى محكم ومتشابه، وأخبر عن المحكم أنها أم الكتاب، لأن إليها ترد المتشابهات وهي التي تعتمد في فهم مراد الله من كل ما تعبدهم به من معرفته وتصديق رسله وامتثال أوامره واجتنابه نواهيه.
ومنشأ التشابه يعود إلى خفاء وغموض المعنى المقصود، والخفاء يعود إلى أسباب ثلاثة:
1. خفاء في اللفظ: مثل فواتح السور، أو في المفرد بسبب اشتراكه بين عدّة معان، مثل العين: تأتي للجارحة، ونبع الماء، والذهب، والفضة، وغير ذلك.
2. خفاء في المعنى: مثل ما جاء في القرآن والسّنّة وصفا لله تعالى أو لأهوال القيامة، أو لنعيم الجنة، وعذاب النار، فإنّ العقل البشري لا يمكن أن يحيط بحقائق صفات الخالق، ولا بأهوال القيامة، ولا بنعيم أهل الجنة وعذاب النار.
3. خفاء في اللفظ والمعنى معا: مثل قول الله تعالى: {وليس البر بأن تأتوا البيوت من ظهورها} [البقرة: 189] فقد كان العرب في الجاهلية إذا أحرموا وأرادوا دخول بيوتهم - وكانوا من أهل البيوت لا من أهل الخيام - نقبوا نقبا في ظهور بيوتهم يدخلون ويخرجون منه، وإن كانوا من أهل الأخبية خرجوا من خلف الأخبية، فنزل: {وأتوا البيوت من أبوابها} [البقرة: 189]. فمنشأ الخفاء في اللفظ الاختصار، كأنّ المعنى: وليس البر بأن تأتوا البيوت من ظهورها إذا كنتم محرمين. ومنشأ الخفاء في المعنى: أنه لابد من معرفة عادة العرب في الجاهلية، وإلا لتعذّر فهمه.

## أهمية متشابه القرآن
قال تعالى: {هُوَ الَّذِيَ أَنزَلَ عَلَيْكَ الْكِتَابَ مِنْهُ آيَاتٌ مُّحْكَمَاتٌ هُنَّ أُمُّ الْكِتَابِ وَأُخَرُ مُتَشَابِهَاتٌ فَأَمَّا الَّذِينَ في قُلُوبِهِمْ زَيْغٌ فَيَتَّبِعُونَ مَا تَشَابَهَ مِنْهُ ابْتِغَاء الْفِتْنَةِ وَابْتِغَاء تَأْوِيلِهِ وَمَا يَعْلَمُ تَأْوِيلَهُ إِلاَّ اللّهُ وَالرَّاسِخُونَ فِي الْعِلْمِ يَقُولُونَ آمَنَّا بِهِ كُلٌّ مِّنْ عِندِ رَبِّنَا وَمَا يَذَّكَّرُ إِلاَّ أُوْلُواْ الألْبَاب}، المراد منه أن القرآن فيه المحكم والمتشابه.
- فالمحكم: البيّن الواضح الذي لا يلتبس أمره، وهذا هو الغالب في القرآن، فهو أمّ الكتاب وأصل الكتاب.
- المتشابه: الذي يشتبه أمره على بعض الناس دون بعض، فيعلمه العلماء ولا يعلمه الجهال، ومنه ما لا يعلمه إلا الله، وأهل الحق يردون المتشابه إلى المحكم، وأما أهل الزيغ فيتبعون المتشابه، ويعارضون به المحكم، ابتغاء الفتنة، وجرياً خلف التحريف والتضليل.[6]

قال ابن كثير، يخبر تعالى أن في القرآن آيات محكمات هن أم الكتاب، أي بينات واضحات الدلالة، لا التباس فيها على أحد من الناس، ومنه آيات أخر فيها اشتباه في الدلالة على كثير من الناس أو بعضهم، فمن ردّ ما اشتبه عليه إلى الواضح منه، وحكم محكمه على متشابهه عنده فقد اهتدى، ومن عكس انعكس، ولهذا قال تعالى: {هُوَ الَّذِيَ أَنزَلَ عَلَيْكَ الْكِتَابَ مِنْهُ آيَاتٌ مُّحْكَمَاتٌ هُنَّ أُمُّ الْكِتَابِ}، أي أصله الذي يرجع إليه عند الاشتباه وَأُخَر مُتَشَابِهَاتٌ، أي تحتمل دلالتها موافقة المحكم، وقد تحتمل شيئًا آخر من حيث اللفظ والتركيب، لا من حيث المراد، {فَأَمَّا الَّذِينَ في قُلُوبِهِمْ زَيْغٌ} أي ضلال وخروج عن الحق {فَيَتَّبِعُونَ مَا تَشَابَهَ مِنْهُ} أي إنما يأخذون منه بالمتشابه الذي يحرّفوه إلى مقاصدهم الفاسدة، ولهذا قال {ابْتِغَاء الْفِتْنَةِ}، أي الإضلال لأتباعهم وتحريفه على ما يريدون.
وقال ابن عثيمين: " قسم الله القرآن إلى قسمين: محكم ومتشابه، والمراد بالمحكم هنا الواضح الذي لا يخفى على أحدٍ معناه مثل السماء والأرض والنجوم والجبال والشجر والدواب، لأنه لا اشتباه في معناه، وأما المتشابهات فهي الآيات التي يشتبه معناها ويخفى على أكثر الناس ولا يعرفها إلا الراسخون في العلم، مثل الآيات المجملة التي ليس فيها تفصيل، فتفصلها السنة مثل قوله تعالى: {وَأَقِيمُواْ الصَّلاَةَ}، فإن إقامة الصلاة غير معلومة، والمعلوم من هذه الآية وجوب إقامة الصلاة فقط، لكن كيف الإقامة، هذا يعرف من دليل آخر.
والحكمة من أن القرآن نزل على هذين الوجهين الابتلاء والامتحان، لأن من في قلبه زيغ يتبع المتشابه، فيبقى في حيرةٍ من أمره، وأما الراسخون في العلم فإنهم يؤمنون به كله متشابهه ومحكمه، ويعلمون أنه من عند الله وأنه لا تناقض فيه.

## أمثلة على متشابه القرآن
1. قوله تعالى: {ثُمَّ لَمْ تَكُن فِتْنَتُهُمْ إِلاَّ أَن قَالُواْ وَاللّهِ رَبِّنَا مَا كُنَّا مُشْرِكِين}[11]، مع قوله تعالى: {يَوْمَئِذٍ يَوَدُّ الَّذِينَ كَفَرُواْ وَعَصَوُاْ الرَّسُولَ لَوْ تُسَوَّى بِهِمُ الأَرْضُ وَلاَ يَكْتُمُونَ اللّهَ حَدِيثًا}[12]، فيأتي الإنسان ويقول هذا متناقض كيف {وَاللّهِ رَبِّنَا مَا كُنَّا مُشْرِكِين}[11]، ثم يقال عنهم إنهم {وَلاَ يَكْتُمُونَ اللّهَ حَدِيثًا}[12]، فيضرب الآيات بعضها ببعض، ليوقع الناس في حيرة، لكنّ الراسخون في العلم يقولون: كله من عند الله ولا تناقض في كلام الله، ويقولون: إن يوم القيامة يومٌ مقداره خمسون ألف سنة، فتتغير الأحوال وتتبدل، فتُنزّل هذه على حال وهذه على حال.
2. قوله تعالى: {إِنَّا نَحْنُ نُحْيِي الْمَوْتَى وَنَكْتُبُ مَا قَدَّمُوا وَآثَارَهُمْ وَكُلَّ شَيْءٍ أحْصَيْنَاهُ فِي إِمَامٍ مُبِين}[13]، وقوله تعالى: {إِنَّا نَحْنُ نَزَّلْنَا الذِّكْرَ وَإِنَّا لَهُ لَحَافِظُون}[14]، ونحوهما مما أضاف الله فيه الشيء إلى نفسه بصفة الجمع، فاتبع النصراني هذا المتشابه وادعى تعدد الآلهة وقال: {إِنَّ اللّهَ ثَالِثُ ثَلاَثَةٍ}[15]، وترك المحكم الدال على أن الله واحد، وأما الراسخون في العلم فيحملون الجمع على التعظيم لتعدد صفات الله وعظمها، ويردون هذا المتشابه إلى المحكم في قوله تعالى: {وَإِلَـهُكُمْ إِلَهٌ وَاحِدٌ لاَّ إِلَهَ إِلاَّ هُوَ}[16]، يقولون للنصراني إن الدعوى التي ادعيت بما وقع لك من الاشتباه قد كفّرك الله بها وكذبك فيها فاستمع إلى قوله تعالى: {لَّقَدْ كَفَرَ الَّذِينَ قَالُواْ إِنَّ اللّهَ ثَالِثُ ثَلاَثَةٍ وَمَا مِنْ إِلَـهٍ إِلاَّ إِلَـهٌ وَاحِدٌ}[15]، أي كفروا بقولهم إن الله ثالث ثلاثة.
3. قوله تعالى: لنبيه صلى الله عليه وسلم: {إِنَّكَ لاَ تَهْدِي مَنْ أَحْبَبْتَ}[17]، وقوله تعالى: {وَإِنَّكَ لَتَهْدِي إِلَى صِرَاطٍ مُّسْتَقِيم}[18]، ففي الآيتين موهم تعارض، فيتبعه من في قلبه زيغ ويظن بينهما تناقضاً وهو النفي في الأولى، والإثبات في الثانية، فيقول في القرآن تناقض، وأما الراسخون في العلم فيقولون لا تناقض في الآيتين فالمراد بالهداية في الآية الأولى هداية التوفيق، وهذه لا يملكها إلا الله وحده، فلا يملكها الرسول ولا غيره، والمراد بها في الآية الثانية هداية الدلالة وهذه تكون من الله، ومن غيره فتكون من الرسل وورثتهم من العلماء الربانيين.[19]

وهذه كلها أمثلة للمتشابهة النسبي الذي يخفى على بعض الناس، ويعلمه الراسخون في العلم، وأما المتشابه الذي لا يعلمه إلا الله، مثل:
- حقيقة وكيفية صفات الله تعالى.
- حقيقة ما يكون عند الله تعالى من نعيم لأهل الجنة، وعذاب لمن عصاه، فهذا كله لا يعلمه إلا الله.[6]

## حكم التباس متشابه القرآن
من التبس عليه أمر شيء من المتشابه، فليرده إلى المحكم، إن كان من أهل العلم القادرين على الاستدلال والاستنباط، كما قال تعالى: {فَاسْأَلُواْ أَهْلَ الذِّكْرِ إِن كُنتُمْ لاَ تَعْلَمُون}، وليقل في كل حال: {آمَنَّا بِهِ كُلٌّ مِّنْ عِندِ رَبِّنَا}، وقد عمد قوم من أهل الزيغ قديماً وحديثا إلى تتبع المتشابه من القرآن والسنة، ابتغاء الفتنة والتشكيك، فتصدى أهل العلم لذلك، وألفوا مؤلفات نافعة في رد هذا التشكيك، ومن ذلك ما ألفه الإمام ابن قتيبة رحمه الله بعنوان: تأويل مختلف الحديث، وما ألفه الشيخ الأمين الشنقيطي بعنوان: دفع إيهام الاضطراب عن آي الكتاب.
فليس بحمد الله بين آيات الكتاب تناقض ولا اضطراب، ولا في السنة والقرآن تعارض، لأن الأمر كله من عند الله، وقد قال سبحانه: {أَفَلاَ يَتَدَبَّرُونَ الْقُرْآنَ وَلَوْ كَانَ مِنْ عِندِ غَيْرِ اللّهِ لَوَجَدُواْ فِيهِ اخْتِلاَفًا كَثِيرًا}.

## أنواع المتشابه
قسم الراغب الأصفهاني في كتابه: (المفردات في غريب القرآن) الآيات إلى ثلاثة أضرب:
1. محكم على الإطلاق.
2. ومتشابه على الإطلاق.
3. ومحكم من وجه متشابه من وجه.

والمتشابه ثلاثة أضرب أيضا
- الضرب الأول: متشابه من جهة اللفظ فقط، وهذا التشابه يرجع إلى الألفاظ المفردة من حيث الغرابة أو الاشتراك، كما يرجع أحيانا إلى جملة الكلام المركب سواء من حيث الاختصار أو البسط أو النظم... وقد ألف فيه كتب كثيرة قديما وحديثا ومنها على سبيل المثال كتاب اللؤلؤ والمرجان في متشابه القرآن.
- الضرب الثاني: متشابه من جهة المعنى. ويشمل هذا المتشابه ما تعلق بأوصاف الله تعالى وأوصاف القيامة، لأن تلك الأوصاف لا تتصور لنا ولا تحصل في نفوسنا...
- الضرب الثالث: متشابه من جهة اللفظ والمعنى معا، وهو أقسام:

1. الأول: من جهة الكمية كالعموم والخصوص كقوله تعالى: {فاقتلوا المشركين} [التوبة: 5].
2. الثاني: من جهة الكيفية كالوجوب والندب كقوله تعالى: {فانكحوا ما طاب لكم من النساء} [النساء: 3].
3. الثالث: من جهة الزمان كالناسخ والمنسوخ، كقوله تعالى: {اتقوا الله حق تقاته} [آل عمران: 102].
4. الرابع: من جهة المكان والأمور نزلت فيها كقوله تعالى: {إنما النسيء زيادة في الكفر} [التوبة: 37]. ويشترط لفهم الآية معرفة عادات الجاهلية.
5. الخامس: من جهة الشروط التي يصح بها الفعل أو يفسد، كشروط الصلاة والنكاح، وأكد الأصفهاني أن كل ما ذكره المفسرون عن المتشابه لا يخرج عن هذه التقاسيم.

وينقسم المتشابه من جهة أخرى إلى ضرب لا سبيل إلى الوقوف عليه كوقت الساعة، وضرب للإنسان سبيل إلى معرفته كالألفاظ الغريبة، وضرب متردد بين الأمرين، ويختص بمعرفته بعض الراسخين في العلم، ويخفى على غيرهم وهو المشار إليه بقوله ﷺ: (اللهم فقهه في الدين وعلمه التأويل).

## آيات الصفات
أبرز ما وقع الاختلاف فيه في موضوع الآيات المتشابهة آيات الصفات، وأكثر العلماء يقولون إن آيات الصفات التي توهم التشبيه هي من المتشابه كقوله تعالى: {يد الله فوق أيديهم}، وقوله تعالى: {كل شيء هالك إلا وجهه}، وقوله تعالى: {الرحمن على العرش استوى}. وذهب جمهور أهل السلف وأهل الحديث إلى الإيمان بما جاء في القرآن، وإثبات المعنى الحقيقي الظاهر، وتفويض الكيفية إلى الله، وعدم الخوض في تفسير هذه الآيات وتأويلها فيقولون {آمنا به كل من عند ربنا}. والمُأوَّلة يؤولون، فيقولون: إن اليد هي القدرة، والاستواء الاستيلاء، والوجه هو الذات; وهكذا يعتبرون تلك الآيات من المتشابه. وقد وجد من العلماء من لم يعدوا آيات الصفات من المتشابه إنما المتشابه عند أكثرهم هو ما يكون خاصا بالغيب الذي لا نعلمه، ولم يعلمه لنا، كحقيقة الروح، وما يكون من نعيم اليوم الآخر، والعقاب والثواب فيه; من حيث إنه لا يعرف مآله إلا الله تعالى، وما أخبره الله تعالى إن هو إلا تقريب، ففي الجنة ما لا عين رأت، ولا أذن سمعت، ولا خطر على قلب بشر. وهؤلاء الذين نفوا أن آيات الصفات من المتشابه، لهم ثلاثة مناهج:

### منهاجابن حزم
فهو يقول إن آيات الصفات لا تشابه فيها، فهي كلها أسماء للذات العلية; فاليد كناية عن الذات، والوجه كذلك، والاستواء فعل للذات العلية.. وهكذا، وقصر المتشابه على الحروف التي تبدأ بها السور، والأقسام التي يقسم بها الله تعالى.

### منهاجأبو حامد الغزالي
ذكره في بعض كتبه، وهو «إلجام العوام عن علم الكلام»، وقد ذكر فيه أن بعض هذه الألفاظ التي توهم التشبيه هي استعمال مجازي مشهور، وليس تأويلا; فإنه يقال: وضع الأمير يده على المدينة، فيفهم كل عربي أن معنى ذلك أنه استولى عليها وسيطر، ويكون من هذا القبيل: {يد الله فوق أيديهم} فعبارات الغزالي في هذا الكتاب تفيد أن هذه العبارات مجاز عربي مشهور لا يحتاج إلى تأويل، ولكن يجب بعد هذا الفهم الظاهر التفويض وأن نقول: {آمنا به كل من عند ربنا}.

### منهاجابن تيمية
يرى ابن تيمية أن هذه الآيات ظاهرة في معانيها، فهو يقول: إن لله يدا ولكن ليست كأيدينا، ووجها ولكن ليس كوجوهنا وإن هذه معان حقيقية، ويقول إن ذلك هو مذهب السلف.

## من سمات أهل الزيغ اتباع المتشابهات
في نصوص القرآن دلالة على ما حدث في تاريخ الأمم من التفرق في الدين بسبب اتباع الأهواء والأغاليط والتضليل، وتؤكد نصوص القرآن أن الدين كله لله وأن الناس لم يؤمروا إلا ليعبدوا الله مخلصين له الدين. وقد نهى الله المسلمين عن التفرق في الدين الواحد، وأن من أهم سمات أهل الزيغ اتباع المتشابهات والخوض فيما نهى الله عن الخوض فيه، وتدل نصوص القرآن على أن تفرق السابقين كان بسبب اتباع الأهواء والتدليس على عوام الناس بالمغالطات، ومن أمثلة ذلك في أوائل آيات سورة آل عمران حيث نزلت في وفد نصارى نجران قال ابن جرير: «ووصفه نفسه بالذي وصفها به في ابتدائها احتجاجا منه بذلك على طائفة من النصارى قدموا على رسول الله ﷺ من نجران، فحاجوه في عيسى صلوات الله عليه وألحدوا في الله. فأنزل الله عز وجل في أمرهم وأمر عيسى من هذه السورة نيفا وثمانين آية من أولها، احتجاجا عليهم وعلى من كان على مثل مقالتهم لنبيه محمد ﷺ، فأبوا إلا المقام على ضلالتهم وكفرهم، فدعاهم إلى المباهلة، فأبوا ذلك، وسألوا قبول الجزية منهم، فقبلها ﷺ منهم وانصرفوا إلى بلادهم». وهؤلاء خالفوا أسلافهم فيما كانوا عليه من دين الحق؛ لأن أسلافهم من أصحاب الأخدود الذين وصفهم الله بالإيمان في قوله تعالى: ﴿وهم على ما يفعلون بالمؤمنين شهود﴾. ووجه الدلالة في هذا الزجر عن اتباع المتشابهات المؤدي إلى التفرق في الدين، وتضمنت هذه السورة قوله تعالى: ﴿هو الذي أنزل عليك الكتاب منه ءايات محكمات هن أم الكتاب وأخر متشابهات ... الآية﴾. قال ابن كثير في تفسير الآية: يخبر تعالى أن في القرآن ﴿آيات محكمات هن أم الكتاب﴾، أي: بينات واضحات الدلالة لا التباس فيها على أحد من الناس، ومنه آيات أخر فيها اشتباه في الدلالة على كثير من الناس أو بعضهم، فمن رد ما اشتبه عليه إلى الواضح منه وحكم محكمه على متشابهه عنده فقد اهتدى، ومن عكس انعكس. والآيات المحكمات: ﴿هن أم الكتاب﴾ أي: أصله الذي يرجع إليه عند الاشتباه. ﴿وأخر متشابهات﴾ أي: تحتمل دلالتها موافقة المحكم وقد تحتمل شيئا آخر من حيث اللفظ والتركيب لا من حيث المراد. والآيات المحكمات ليس لهن تصريف ولا تحريف عما وضعن عليه، والمتشابهات في الصدق، لهن تصريف وتحريف وتأويل، ابتلى الله فيهن العباد كما ابتلاهم في الحلال والحرام ألا يصرفن إلى الباطل، ولا يحرفن عن الحق».
قال تعالى: ﴿فأما الذين في قلوبهم زيغ﴾ أي: ضلال وخروج عن الحق إلى الباطل، ﴿فيتبعون ما تشابه منه﴾ أي: إنما يأخذون منه بالمتشابه الذي يمكنهم أن يحرفوه إلى مقاصدهم الفاسدة، وينزلوه عليها، لاحتمال لفظه لما يصرفونه، فأما المحكم فلا نصيب لهم فيه، لأنه دامغ لهم وحجة عليهم. ولهذا قال: ﴿ابتغاء الفتنة﴾ أي: الإضلال لأتباعهم إيهاما لهم أنهم يحتجون على بدعتهم بالقرآن، وهذا حجة عليهم لا لهم. ﴿وابتغاء تأويله﴾ أي: تحريفه على ما يريدون، وقال مقاتل والسدي: يبتغون أن يعلموا ما يكون وما عواقب الأشياء من القرآن.
وفي الحديث: فإذا رأيتم الذين يجادلون فيه فهم الذين عنى الله فاحذروهم". وفي رواية للبخاري بلفظ: «فإذا رأيت الذين يتبعون ما تشابه منه فأولئك الذين سمى الله فاحذروهم». وفي رواية: «إذا رأيتم الذين يتبعون ما تشابه منه فأولئك الذين سمى الله فاحذروهم». وفي رواية: «قد حذركم الله فإذا رأيتموهم فاعرفوهم». ورواه ابن مردويه من طريق أخرى عن القاسم عن عائشة به. وقوله: ﴿فأما الذين في قلوبهم زيغ﴾ أي: ميل عن الحق ﴿فيتبعون ما تشابه منه﴾ قال البغوي: «واختلفوا في المعني بهذه الآية، قال الربيع: هم وفد نجران خاصموا النبي ﷺ في عيسى عليه السلام، وقالوا له: ألست تزعم أنه كلمة الله وروح منه؟ قال: «بلى» قالوا: حسبنا، فأنزل الله هذه الآية، وقال الكلبي: هم اليهود طلبوا علم أجل هذه الأمة واستخراجها بحساب الجمل وقال ابن جريج: هم المنافقون وقال الحسن: هم الخوارج، وكان قتادة إذا قرأ هذه الآية: ﴿فأما الذين في قلوبهم زيغ﴾ قال: إن لم يكونوا الحرورية والسبئية فلا أدري من هم، وقيل: هم جميع المبتدعة». قال أبو جعفر: «والذي يدل عليه ظاهر هذه الآية، أنها نزلت في الذين جادلوا رسول الله ﷺ بمتشابه ما أنزل إليه من كتاب الله إما في أمر عيسى وإما في مدة أكله وأكل أمته».
قال ابن كثير: وقال الإمام أحمد: حدثنا أبو كامل حدثنا حماد عن أبي غالب قال: «سمعت أبا أمامة يحدث عن النبي ﷺ في قوله: ﴿فأما الذين في قلوبهم زيغ فيتبعون ما تشابه منه﴾ قال: "هم الخوارج"» وفي قوله: ﴿يوم تبيض وجوه وتسود وجوه﴾ سورة آل عمران آية: (106) قال: «هم الخوارج». وكل ما ذكره علماء التفسير متقارب في المعنى، وهو أن الله نهى الأمة الإسلامية عن الخوض في المتشابهات من القرآن، لأنه خروج عن الحق ومن صفات أهل الزيغ والضلال والابتعاد عن الصراط المستقيم، وأن الذين يخوضون فيما نهى الله عن الخوض فيه إنما يفعلون ذلك من أجل فتنة الناس في دينهم. قال أبو جعفر: وأولى القولين في ذلك بالصواب قول من قال: معناه: «إرادة الشبهات واللبس»، فمعنى الكلام إذا: فأما الذين في قلوبهم ميل عن الحق وحيف عنه فيتبعون من آي الكتاب ما تشابهت ألفاظه، واحتمل صرف صارفه في وجوه التأويلات باحتماله المعاني المختلفة، إرادة اللبس على نفسه وعلى غيره احتجاجا به على باطله الذي مال إليه قلبه، دون الحق الذي أبانه الله فأوضحه بالمحكمات من آي كتابه. وقال أبو جعفر: وهذه الآية وإن كانت نزلت فيمن ذكرنا أنها نزلت فيه من أهل الشرك، فإنه معني بها كل مبتدع في دين الله بدعة فمال قلبه إليها تأويلا منه لبعض متشابه آي القرآن ثم حاج به وجادل به أهل الحق وعدل عن الواضح من أدلة اية المحكمات إرادة منه بذلك اللبس على أهل الحق من المؤمنين وطلبا لعلم تأويل ما تشابه عليه من ذلك كائنا من كان وأي أصناف المبتدعة كان من أهل النصرانية كان أو اليهودية أو المجوسية أو كان سبئيا أو حروريا أو قدريا أو جهميا كالذي قال ﷺ: «فإذا رأيتم الذين يجادلون به ، فهم الذين عنى الله ، فاحذروهم»، وروى ابن جرير: عن ابن عباس -وذكر عنده الخوارج وما يلفون عند القرآن- فقال: «يؤمنون بمحكمه ويهلكون عند متشابهه» وقرأ ابن عباس: ﴿وما يعلم تأويله إلا الله﴾ الآية. ثم قال أبو جعفر: وإنما قلنا القول الذي ذكرنا أنه أولى التأويلين بقوله: «ابتغاء الفتنة» لأن الذين نزلت فيهم هذه الآية كانوا أهل شرك، وإنما أرادوا بطلب تأويل ما طلبوا تأويله اللبس على المسلمين، والاحتجاج به عليهم، ليصدوهم عما هم عليه من الحق، فلا معنى لأن يقال: «فعلوا ذلك إرادة الشرك» وهم قد كانوا مشركين.

## جدول الآيات المتشابهات
يُطلق لفظ المتشابه أيضًا على الآيات التي تتشابه على حُفاظ القرآن، والجدول التالي يوضح بعض من هذه الآيات:
| الانشقاق | ﴿وَأَذِنَتْ لِرَبِّهَا وَحُقَّتْ ۝٢﴾                                                   | ﴿وَأَذِنَتْ لِرَبِّهَا وَحُقَّتْ ۝٢﴾                                                                        | {وَأَذِنَتْ لِرَبِّهَا وَحُقَّتْ} [الانشقاق:5]                                                                       |
| الانشقاق | ﴿إِلَّا الَّذِينَ آمَنُوا وَعَمِلُوا الصَّالِحَاتِ لَهُمْ أَجْرٌ غَيْرُ مَمْنُونٍ ۝٢٥﴾ [الانشقاق:25]   | ﴿إِلَّا الَّذِينَ آمَنُوا وَعَمِلُوا الصَّالِحَاتِ لَهُمْ أَجْرٌ غَيْرُ مَمْنُونٍ ۝٢٥﴾ [الانشقاق:25]                        | ﴿إِنَّ الَّذِينَ آمَنُوا وَعَمِلُوا الصَّالِحَاتِ لَهُمْ أَجْرٌ غَيْرُ مَمْنُونٍ ۝٨﴾ [فصلت:8]                                         |
| الانشقاق | ﴿إِلَّا الَّذِينَ آمَنُوا وَعَمِلُوا الصَّالِحَاتِ لَهُمْ أَجْرٌ غَيْرُ مَمْنُونٍ ۝٢٥﴾ [الانشقاق:25]   | ﴿إِلَّا الَّذِينَ آمَنُوا وَعَمِلُوا الصَّالِحَاتِ لَهُمْ أَجْرٌ غَيْرُ مَمْنُونٍ ۝٢٥﴾ [الانشقاق:25]                        | {إِلاَّ ٱلَّذِينَ ءَامَنُواْ وَعَمِلُواْ ٱلصَّٰلِحَٰتِ فَلَهُمْ أَجْرٌ غَيْرُ مَمْنُونٍ} [التين:6]                                         |
| الانفطار | 13                                                                     | {إِنَّ ٱلأَبْرَارَ لَفِي نَعِيمٍ}                                                                       | {إِنَّ ٱلأَبْرَارَ لَفِي نَعِيمٍ} [المطففين:22]                                                                   |
| الانفطار | 17                                                                     | {وَمَآ أَدْرَاكَ مَا يَوْمُ ٱلدِّينِ}                                                                    | {ثُمَّ مَآ أَدْرَاكَ مَا يَوْمُ ٱلدِّينِ} [الانفطار:18]                                                              |
| الإسراء  | 48                                                                     | {ٱنْظُرْ كَيْفَ ضَرَبُواْ لَكَ ٱلأَمْثَالَ فَضَلُّواْ فَلاَ يَسْتَطِيعْونَ سَبِيلاً}                                        | {ٱنظُرْ كَيْفَ ضَرَبُواْ لَكَ ٱلأَمْثَالَ فَضَلُّواْ فَلاَ يَسْتَطِيعُونَ سَبِيلاً} [الفرقان:9]                                      |
| الأعراف  | 111                                                                    | {قَالُوۤاْ أَرْجِهْ وَأَخَاهُ وَأَرْسِلْ فِي ٱلْمَدَآئِنِ حَاشِرِينَ}                                                  | {قَالُوۤاْ أَرْجِهْ وَأَخَاهُ وَٱبْعَثْ فِي ٱلْمَدَآئِنِ حَاشِرِينَ} [الشعراء:36]                                               |
| الأعراف  | 112                                                                    | {يَأْتُوكَ بِكُلِّ سَاحِرٍ عَلِيمٍ}                                                                       | {يَأْتُوكَ بِكُلِّ سَحَّارٍ عَلِيمٍ} [الشعراء:37]                                                                    |
| الأعراف  | 114                                                                    | {قَالَ نَعَمْ وَإِنَّكُمْ لَمِنَ ٱلْمُقَرَّبِينَ}                                                                | {قَالَ نَعَمْ وَإِنَّكُمْ إِذاً لَّمِنَ ٱلْمُقَرَّبِينَ} [الشعراء:42]                                                         |
| الأعراف  | 120                                                                    | {وَأُلْقِيَ ٱلسَّحَرَةُ سَاجِدِينَ}                                                                       | {فَأُلْقِيَ ٱلسَّحَرَةُ سَاجِدِينَ} [الشعراء:46]                                                                    |
| الأعراف  | ﴿قَالُوا إِنَّا إِلَى رَبِّنَا مُنْقَلِبُونَ ۝١٢٥﴾ [الأعراف:125]                         | ﴿قَالُوا إِنَّا إِلَى رَبِّنَا مُنْقَلِبُونَ ۝١٢٥﴾ [الأعراف:125]                                              | {قَالُواْ لاَ ضَيْرَ إِنَّآ إِلَىٰ رَبِّنَا مُنقَلِبُونَ} [الشعراء:50]                                                      |
| الأعراف  | ﴿قَالُوا إِنَّا إِلَى رَبِّنَا مُنْقَلِبُونَ ۝١٢٥﴾ [الأعراف:125]                         | ﴿قَالُوا إِنَّا إِلَى رَبِّنَا مُنْقَلِبُونَ ۝١٢٥﴾ [الأعراف:125]                                              | {وَإِنَّآ إِلَىٰ رَبِّنَا لَمُنقَلِبُونَ} [الزخرف:14]                                                                  |
| الأعراف  | 183                                                                    | {وَأُمْلِي لَهُمْ إِنَّ كَيْدِي مَتِينٌ}                                                                    | {وَأُمْلِي لَهُمْ إِنَّ كَيْدِي مَتِينٌ} [القلم:45]                                                                   |
| الأعراف  | ﴿قَالَ إِنَّكَ مِنَ الْمُنْظَرِينَ ۝١٥﴾ [الأعراف:15]                                  | ﴿قَالَ إِنَّكَ مِنَ الْمُنْظَرِينَ ۝١٥﴾ [الأعراف:15]                                                       | 1-{قَالَ فَإِنَّكَ مِنَ ٱلْمُنظَرِينَ} [الحجر:37]                                                                   |
| الأعراف  | ﴿قَالَ إِنَّكَ مِنَ الْمُنْظَرِينَ ۝١٥﴾ [الأعراف:15]                                  | ﴿قَالَ إِنَّكَ مِنَ الْمُنْظَرِينَ ۝١٥﴾ [الأعراف:15]                                                       | 2-{قَالَ فَإِنَّكَ مِنَ ٱلْمُنظَرِينَ} [ص:80]                                                                       |
| الأعراف  | 45                                                                     | {ٱلَّذِينَ يَصُدُّونَ عَن سَبِيلِ ٱللَّهِ وَيَبْغُونَهَا عِوَجاً وَهُمْ بِٱلآخِرَةِ كَافِرُونَ}                                 | {ٱلَّذِينَ يَصُدُّونَ عَن سَبِيلِ ٱللَّهِ وَيَبْغُونَهَا عِوَجاً وَهُمْ بِٱلآخِرَةِ هُمْ كَافِرُونَ} [هود:19]                               |
| الأعراف  | ﴿فَأَخَذَتْهُمُ الرَّجْفَةُ فَأَصْبَحُوا فِي دَارِهِمْ جَاثِمِينَ ۝٧٨﴾ [الأعراف:78]               | ﴿فَأَخَذَتْهُمُ الرَّجْفَةُ فَأَصْبَحُوا فِي دَارِهِمْ جَاثِمِينَ ۝٧٨﴾ [الأعراف:78]                                    | {فَكَذَّبُوهُ فَأَخَذَتْهُمُ ٱلرَّجْفَةُ فَأَصْبَحُواْ فِي دَارِهِمْ جَاثِمِينَ} [العنكبوت:37]                                         |
| الأعراف  | ﴿فَأَخَذَتْهُمُ الرَّجْفَةُ فَأَصْبَحُوا فِي دَارِهِمْ جَاثِمِينَ ۝٧٨﴾ [الأعراف:78]               | ﴿فَأَخَذَتْهُمُ الرَّجْفَةُ فَأَصْبَحُوا فِي دَارِهِمْ جَاثِمِينَ ۝٧٨﴾ [الأعراف:78]                                    | {فَأَخَذَتْهُمُ ٱلرَّجْفَةُ فَأَصْبَحُواْ فِي دَارِهِمْ جَاثِمِينَ} [الأعراف:91]                                                 |
| الأعراف  | 200                                                                    | {وَإِمَّا يَنزَغَنَّكَ مِنَ ٱلشَّيْطَٰنِ نَزْغٌ فَٱسْتَعِذْ بِٱللَّهِ إِنَّهُ سَمِيعٌ عَلِيمٌ}                                      | {وَإِمَّا يَنزَغَنَّكَ مِنَ ٱلشَّيْطَٰنِ نَزْغٌ فَٱسْتَعِذْ بِٱللَّهِ إِنَّهُ هُوَ ٱلسَّمِيعُ ٱلْعَلِيمُ} [فصلت:36]                               |
| الأنبياء | 16                                                                     | {وَمَا خَلَقْنَا ٱلسَّمَآءَ وَٱلأَرْضَ وَمَا بَيْنَهُمَا لَـٰعِبِينَ}                                                 | {وَمَا خَلَقْنَا ٱلسَّمَٰوَٰتِ وَٱلأَرْضَ وَمَا بَيْنَهُمَا لَـٰعِبِينَ} [الدخان:38]                                               |
| الأنبياء | 70                                                                     | {وَأَرَادُواْ بِهِ كَيْداً فَجَعَلْنَاهُمُ ٱلأَخْسَرِينَ}                                                         | {فَأَرَادُواْ بِهِ كَيْداً فَجَعَلْنَاهُمُ ٱلأَسْفَلِينَ} [الصافات:98]                                                      |
| الأنبياء | 92                                                                     | {إِنَّ هَـٰذِهِ أُمَّتُكُمْ أُمَّةً وَاحِدَةً وَأَنَاْ رَبُّكُمْ فَٱعْبُدُونِ}                                                 | {وَإِنَّ هَـٰذِهِ أُمَّتُكُمْ أُمَّةً وَاحِدَةً وَأَنَاْ رَبُّكُمْ فَٱتَّقُونِ} [المؤمنون:52]                                             |
| الأنعام  | 4                                                                      | {وَمَا تَأْتِيهِم مِّنْ آيَةٍ مِّنْ آيَٰتِ رَبِّهِمْ إِلاَّ كَانُواْ عَنْهَا مُعْرِضِينَ}                                       | {وَمَا تَأْتِيهِم مِّنْ آيَةٍ مِّنْ آيَاتِ رَبِّهِمْ إِلاَّ كَانُواْ عَنْهَا مُعْرِضِينَ} [يس:46]                                        |
| الأنعام  | 10                                                                     | {وَلَقَدِ ٱسْتُهْزِىءَ بِرُسُلٍ مِّن قَبْلِكَ فَحَاقَ بِٱلَّذِينَ سَخِرُواْ مِنْهُمْ مَّا كَانُواْ بِهِ يَسْتَهْزِءُونَ}                     | {وَلَقَدِ ٱسْتُهْزِىءَ بِرُسُلٍ مِّن قَبْلِكَ فَحَاقَ بِٱلَّذِينَ سَخِرُواْ مِنْهُمْ مَّا كَانُواْ بِهِ يَسْتَهْزِئُونَ} [الأنبياء:41]                 |
| الأنعام  | 15                                                                     | {قُلْ إِنِّيۤ أَخَافُ إِنْ عَصَيْتُ رَبِّي عَذَابَ يَوْمٍ عَظِيمٍ}                                                     | {قُلْ إِنِّيۤ أَخَافُ إِنْ عَصَيْتُ رَبِّي عَذَابَ يَوْمٍ عَظِيمٍ} [الزمر:13]                                                    |
| البقرة   | ﴿الم ۝١﴾ [البقرة:1]                                                     | ﴿الم ۝١﴾ [البقرة:1]                                                                          | 1-{الۤمۤ} [آل عمران:1]                                                                                  |
| البقرة   | ﴿الم ۝١﴾ [البقرة:1]                                                     | ﴿الم ۝١﴾ [البقرة:1]                                                                          | 2-{الۤـمۤ} [العنكبوت:1]                                                                                 |
| البقرة   | ﴿الم ۝١﴾ [البقرة:1]                                                     | ﴿الم ۝١﴾ [البقرة:1]                                                                          | 3-{الۤـمۤ} [الروم:1]                                                                                    |
| البقرة   | ﴿الم ۝١﴾ [البقرة:1]                                                     | ﴿الم ۝١﴾ [البقرة:1]                                                                          | 4-{الۤـمۤ} [لقمان:1]                                                                                    |
| البقرة   | ﴿الم ۝١﴾ [البقرة:1]                                                     | ﴿الم ۝١﴾ [البقرة:1]                                                                          | 5-{الۤـمۤ} [السجدة:1]                                                                                   |
| البقرة   | 5                                                                      | {أُوْلَـٰئِكَ عَلَىٰ هُدًى مِّن رَّبِّهِمْ وَأُوْلَـٰئِكَ هُمُ ٱلْمُفْلِحُونَ}                                                | {أُوْلَـٰئِكَ عَلَىٰ هُدًى مِّن رَّبِّهِمْ وَأُوْلَـٰئِكَ هُمُ ٱلْمُفْلِحُونَ} [لقمان:5]                                                |
| البقرة   | 47                                                                     | {يَٰبَنِي إِسْرَائِيلَ ٱذْكُرُواْ نِعْمَتِي ٱلَّتِيۤ أَنْعَمْتُ عَلَيْكُمْ وَأَنِّي فَضَّلْتُكُمْ عَلَى ٱلْعَٰلَمِينَ}                        | {يَابَنِي إِسْرَائِيلَ ٱذْكُرُواْ نِعْمَتِيَ ٱلَّتِيۤ أَنْعَمْتُ عَلَيْكُمْ وَأَنِّي فَضَّلْتُكُمْ عَلَى ٱلْعَالَمِينَ} [البقرة:122]                   |
| البقرة   | 134                                                                    | {تِلْكَ أُمَّةٌ قَدْ خَلَتْ لَهَا مَا كَسَبَتْ وَلَكُمْ مَّا كَسَبْتُمْ وَلاَ تُسْأَلُونَ عَمَّا كَانُوا يَعْمَلُونَ}                      | {تِلْكَ أُمَّةٌ قَدْ خَلَتْ لَهَا مَا كَسَبَتْ وَلَكُمْ مَّا كَسَبْتُمْ وَلاَ تُسْأَلُونَ عَمَّا كَانُواْ يَعْمَلُونَ} [البقرة:141]                   |
| البقرة   | 162                                                                    | {خَالِدِينَ فِيهَا لاَ يُخَفَّفُ عَنْهُمُ ٱلْعَذَابُ وَلاَ هُمْ يُنْظَرُونَ}                                             | {خَالِدِينَ فِيهَا لاَ يُخَفَّفُ عَنْهُمُ ٱلْعَذَابُ وَلاَ هُمْ يُنظَرُونَ} [آل عمران:88]                                         |
| البقرة   | 89                                                                     | {إِلاَّ ٱلَّذِينَ تَابُواْ مِن بَعْدِ ذٰلِكَ وَأَصْلَحُواْ فَإِنَّ الله غَفُورٌ رَّحِيمٌ}                                     | {إِلاَّ ٱلَّذِينَ تَابُواْ مِن بَعْدِ ذٰلِكَ وَأَصْلَحُواْ فَإِنَّ ٱللَّهَ غَفُورٌ رَّحِيمٌ} [النور:5]                                     |
| البقرة   | 95                                                                     | {وَلَنْ يَتَمَنَّوْهُ أَبَداً بِمَا قَدَّمَتْ أَيْدِيهِمْ وَٱللَّهُ عَلِيمٌ بِٱلظَّالِمينَ}                                      | {وَلاَ يَتَمَنَّونَهُ أَبَداً بِمَا قَدَّمَتْ أَيْديهِمْ وَٱللَّهُ عَلِيمٌ بِٱلظَّالِمِينَ} [الجمعة:7]                                    |
| البقرة   | 147                                                                    | {ٱلْحَقُّ مِن رَّبِّكَ فَلاَ تَكُونَنَّ مِنَ ٱلْمُمْتَرِينَ}                                                         | {ٱلْحَقُّ مِن رَّبِّكَ فَلاَ تَكُنْ مِّن ٱلْمُمْتَرِينَ} [آل عمران:60]                                                       |
| التكاثر  | 3                                                                      | {كَلاَّ سَوْفَ تَعْلَمُونَ}                                                                            | {ثُمَّ كَلاَّ سَوْفَ تَعْلَمُونَ} [التكاثر:4]                                                                       |
| التوبة   | 33                                                                     | {هُوَ ٱلَّذِيۤ أَرْسَلَ رَسُولَهُ بِٱلْهُدَىٰ وَدِينِ ٱلْحَقِّ لِيُظْهِرَهُ عَلَى ٱلدِّينِ كُلِّهِ وَلَوْ كَرِهَ ٱلْمُشْرِكُونَ}                 | {هُوَ ٱلَّذِيۤ أَرْسَلَ رَسُولَهُ بِٱلْهُدَىٰ وَدِينِ ٱلْحَقِّ لِيُظْهِرَهُ عَلَى ٱلدِّينِ كُلِّهِ وَلَوْ كَرِهَ ٱلْمُشْرِكُونَ} [الصف:9]                  |
| التوبة   | 73                                                                     | {يٰأَيُّهَا ٱلنَّبِيُّ جَاهِدِ ٱلْكُفَّارَ وَٱلْمُنَافِقِينَ وَٱغْلُظْ عَلَيْهِمْ وَمَأْوَاهُمْ جَهَنَّمُ وَبِئْسَ ٱلْمَصِيرُ}                   | {يٰأَيُّهَا ٱلنَّبِيُّ جَاهِدِ ٱلْكُفَّارَ وَٱلْمُنَافِقِينَ وَٱغْلُظْ عَلَيْهِمْ وَمَأْوَاهُمْ جَهَنَّمُ وَبِئْسَ ٱلْمَصِيرُ} [التحريم:9]                 |
| الحاقة   | 22                                                                     | {فِي جَنَّةٍ عَالِيَةٍ}                                                                              | {فِي جَنَّةٍ عَالِيَةٍ} [الغاشية:10]                                                                           |
| الحاقة   | 34                                                                     | {وَلاَ يَحُضُّ عَلَىٰ طَعَامِ ٱلْمِسْكِينِ}                                                                  | {وَلاَ يَحُضُّ عَلَىٰ طَعَامِ ٱلْمِسْكِينِ} [الماعون:3]                                                                |
| الحاقة   | 40                                                                     | {إِنَّهُ لَقَوْلُ رَسُولٍ كَرِيمٍ}                                                                        | {إِنَّهُ لَقَوْلُ رَسُولٍ كَرِيمٍ} [التكوير:19]                                                                     |
| الحج     | 10                                                                     | {ذٰلِكَ بِمَا قَدَّمَتْ يَدَاكَ وَأَنَّ ٱللَّهَ لَيْسَ بِظَلَّٰمٍ لِّلعَبِيدِ}                                                | 1-{ذٰلِكَ بِمَا قَدَّمَتْ أَيْدِيكُمْ وَأَنَّ ٱللَّهَ لَيْسَ بِظَلاَّمٍ لِّلْعَبِيدِ} [آل عمران:182]                                      |
| الحج     | 62                                                                     | {ذٰلِكَ بِأَنَّ ٱللَّهَ هُوَ ٱلْحَقُّ وَأَنَّ مَا يَدْعُونَ مِن دُونِهِ هُوَ ٱلْبَاطِلُ وَأَنَّ ٱللَّهَ هُوَ ٱلْعَلِيُّ ٱلْكَبِيرُ}              | {ذَلِكَ بِأَنَّ ٱللَّهَ هُوَ ٱلْحَقُّ وَأَنَّ مَا يَدْعُونَ مِن دُونِهِ ٱلْبَاطِلُ وَأَنَّ ٱللَّهَ هُوَ ٱلْعَلِيُّ ٱلْكَبِيرُ} [لقمان:30]                |
| الحج     | 64                                                                     | {لَّهُ مَا فِي ٱلسَّمَٰوَٰتِ وَمَا فِي ٱلأَرْضِ وَإِنَّ ٱللَّهَ لَهُوَ ٱلْغَنِيُّ ٱلْحَمِيدُ}                                    | {لِلَّهِ مَا فِي ٱلسَّمَٰوَٰتِ وَٱلأَرْضِ إِنَّ ٱللَّهَ هُوَ ٱلْغَنِيُّ ٱلْحَمِيدُ} [لقمان:26]                                          |
| الحج     | 10                                                                     | {ذٰلِكَ بِمَا قَدَّمَتْ يَدَاكَ وَأَنَّ ٱللَّهَ لَيْسَ بِظَلَّٰمٍ لِّلعَبِيدِ}                                                | 2-{ذٰلِكَ بِمَا قَدَّمَتْ أَيْدِيكُمْ وَأَنَّ ٱللَّهَ لَيْسَ بِظَلَّٰمٍ لِّلْعَبِيدِ} [الأنفال:51]                                         |
| الحج     |                                                                        | {ذٰلِكَ بِمَا قَدَّمَتْ أَيْدِيكُمْ وَأَنَّ ٱللَّهَ لَيْسَ بِظَلاَّمٍ لِّلْعَبِيدِ} [آل عمران:182]                              | |
| الحجر    | 5                                                                      | {مَّا تَسْبِقُ مِنْ أُمَّةٍ أَجَلَهَا وَمَا يَسْتَأْخِرُونَ}                                                         | {مَا تَسْبِقُ مِنْ أُمَّةٍ أَجَلَهَا وَمَا يَسْتَأْخِرُونَ} [المؤمنون:43]                                                     |
| الحجر    | 30                                                                     | {فَسَجَدَ ٱلْمَلاۤئِكَةُ كُلُّهُمْ أَجْمَعُونَ}                                                                 | {فَسَجَدَ ٱلْمَلاَئِكَةُ كُـلُّهُمْ أَجْمَعُونَ} [ص:73]                                                                   |
| الحجر    | 34                                                                     | {قَالَ فَٱخْرُجْ مِنْهَا فَإِنَّكَ رَجِيمٌ}                                                                  | {قَالَ فَٱخْرُجْ مِنْهَا فَإِنَّكَ رَجِيمٌ} [ص:77]                                                                     |
| الحجر    | 36                                                                     | {قَالَ رَبِّ فَأَنظِرْنِي إِلَىٰ يَوْمِ يُبْعَثُونَ}                                                             | {قَالَ رَبِّ فَأَنظِرْنِيۤ إِلَىٰ يَوْمِ يُبْعَثُونَ} [ص:79]                                                                |
| الحجر    | 37                                                                     | {قَالَ فَإِنَّكَ مِنَ ٱلْمُنظَرِينَ}                                                                      | {قَالَ فَإِنَّكَ مِنَ ٱلْمُنظَرِينَ} [ص:80]                                                                         |
| الحجر    | 38                                                                     | {إِلَىٰ يَوْمِ ٱلْوَقْتِ ٱلْمَعْلُومِ}                                                                     | {إِلَىٰ يَوْمِ ٱلْوَقْتِ ٱلْمَعْلُومِ} [ص:81]                                                                        |
| الحجر    | 40                                                                     | {إِلاَّ عِبَادَكَ مِنْهُمُ ٱلْمُخْلَصِينَ}                                                                   | {إِلاَّ عِبَادَكَ مِنْهُمُ ٱلْمُخْلَصِينَ} [ص:83]                                                                      |
| الحجر    | 45                                                                     | {إِنَّ ٱلْمُتَّقِينَ فِي جَنَّاتٍ وَعُيُونٍ}                                                                  | {إِنَّ ٱلْمُتَّقِينَ فِي جَنَّاتٍ وَعُيُونٍ} [الذاريات:15]                                                              |
| الحجر    | 57                                                                     | {قَالَ فَمَا خَطْبُكُمْ أَيُّهَا ٱلْمُرْسَلُونَ}                                                               | {قَالَ فَمَا خَطْبُكُمْ أَيُّهَا ٱلْمُرْسَلُونَ} [الذاريات:31]                                                           |
| الحجر    | 58                                                                     | {قَالُواْ إِنَّآ أُرْسِلْنَآ إِلَىٰ قَوْمٍ مُّجْرِمِينَ}                                                           | {قَالُوۤاْ إِنَّآ أُرْسِلْنَآ إِلَىٰ قَوْمٍ مُّجْرِمِينَ} [الذاريات:32]                                                       |
| الحجر    | 1                                                                      | {الۤرَ تِلْكَ آيَاتُ ٱلْكِتَابِ وَقُرْآنٍ مُّبِينٍ}                                                            | {طسۤ تِلْكَ آيَاتُ ٱلْقُرْآنِ وَكِتَابٍ مُّبِينٍ} [النمل:1]                                                             |
| الحجر    | 11                                                                     | {وَمَا يَأْتِيهِم مِّن رَّسُولٍ إِلاَّ كَانُواْ بِهِ يَسْتَهْزِئُونَ}                                                  | {وَمَا يَأْتِيهِم مِّنْ نَّبِيٍّ إِلاَّ كَانُواْ بِهِ يَسْتَهْزِئُونَ} [الزخرف:7]                                                  |
| الحجر    | 12                                                                     | {كَذَلِكَ نَسْلُكُهُ فِي قُلُوبِ ٱلْمُجْرِمِينَ}                                                               | {كَذَلِكَ سَلَكْنَاهُ فِي قُلُوبِ ٱلْمُجْرِمِينَ} [الشعراء:200]                                                          |
| الحجر    | 35                                                                     | {وَإِنَّ عَلَيْكَ ٱللَّعْنَةَ إِلَىٰ يَوْمِ ٱلدِّينِ}                                                             | {وَإِنَّ عَلَيْكَ لَعْنَتِيۤ إِلَىٰ يَوْمِ ٱلدِّينِ} [ص:78]                                                                 |
| الحجر    | 82                                                                     | {وَكَانُواْ يَنْحِتُونَ مِنَ ٱلْجِبَالِ بُيُوتاً آمِنِينَ}                                                       | {وَتَنْحِتُونَ مِنَ ٱلْجِبَالِ بُيُوتاً فَارِهِينَ} [الشعراء:149]                                                        |
| الحديد   | ﴿سَبَّحَ لِلَّهِ مَا فِي السَّمَاوَاتِ وَالْأَرْضِ وَهُوَ الْعَزِيزُ الْحَكِيمُ ۝١﴾ [الحديد:1]         | ﴿سَبَّحَ لِلَّهِ مَا فِي السَّمَاوَاتِ وَالْأَرْضِ وَهُوَ الْعَزِيزُ الْحَكِيمُ ۝١﴾ [الحديد:1]                              | ﴿سَبَّحَ لِلَّهِ مَا فِي السَّمَاوَاتِ وَمَا فِي الْأَرْضِ وَهُوَ الْعَزِيزُ الْحَكِيمُ ۝١﴾ الصف                                        |
| الحديد   | ﴿سَبَّحَ لِلَّهِ مَا فِي السَّمَاوَاتِ وَالْأَرْضِ وَهُوَ الْعَزِيزُ الْحَكِيمُ ۝١﴾ [الحديد:1]         | ﴿سَبَّحَ لِلَّهِ مَا فِي السَّمَاوَاتِ وَالْأَرْضِ وَهُوَ الْعَزِيزُ الْحَكِيمُ ۝١﴾ [الحديد:1]                              | ﴿سَبَّحَ لِلَّهِ مَا فِي السَّمَاوَاتِ وَمَا فِي الْأَرْضِ وَهُوَ الْعَزِيزُ الْحَكِيمُ ۝١﴾الحشر                                        |
| الذاريات | ﴿إِنَّمَا تُوعَدُونَ لَصَادِقٌ ۝٥﴾ [الذاريات:5]                                     | ﴿إِنَّمَا تُوعَدُونَ لَصَادِقٌ ۝٥﴾ [الذاريات:5]                                                          | 1-{إِنَّمَا تُوعَدُونَ لَوَٰقِعٌ} [المرسلات:7]                                                                     |
| الرحمن   | ﴿فَبِأَيِّ آلَاءِ رَبِّكُمَا تُكَذِّبَانِ ۝١٣﴾                                            | ﴿فَبِأَيِّ آلَاءِ رَبِّكُمَا تُكَذِّبَانِ ۝١٣﴾                                                                 | 1-{فَبِأَيِّ آلاۤءِ رَبِّكُمَا تُكَذِّبَانِ} [الرحمن:16]                                                                |
| الرحمن   | ﴿فَبِأَيِّ آلَاءِ رَبِّكُمَا تُكَذِّبَانِ ۝١٣﴾                                            | ﴿فَبِأَيِّ آلَاءِ رَبِّكُمَا تُكَذِّبَانِ ۝١٣﴾                                                                 | 2-{فَبِأَيِّ آلاۤءِ رَبِّكُمَا تُكَذِّبَانِ} [الرحمن:18]                                                                |
| الرحمن   | ﴿فَبِأَيِّ آلَاءِ رَبِّكُمَا تُكَذِّبَانِ ۝١٣﴾                                            | ﴿فَبِأَيِّ آلَاءِ رَبِّكُمَا تُكَذِّبَانِ ۝١٣﴾                                                                 | 3-{فَبِأَيِّ آلاۤءِ رَبِّكُمَا تُكَذِّبَانِ} [الرحمن:21]                                                                |
| الرحمن   | ﴿فَبِأَيِّ آلَاءِ رَبِّكُمَا تُكَذِّبَانِ ۝١٣﴾                                            | ﴿فَبِأَيِّ آلَاءِ رَبِّكُمَا تُكَذِّبَانِ ۝١٣﴾                                                                 | 4-{فَبِأَيِّ آلاَءِ رَبِّكُمَا تُكَذِّبَانِ} [الرحمن:23]                                                                |
| الرحمن   | ﴿فَبِأَيِّ آلَاءِ رَبِّكُمَا تُكَذِّبَانِ ۝١٣﴾                                            | ﴿فَبِأَيِّ آلَاءِ رَبِّكُمَا تُكَذِّبَانِ ۝١٣﴾                                                                 | 5-{فَبِأَيِّ آلاۤءِ رَبِّكُمَا تُكَذِّبَانِ} [الرحمن:25]                                                                |
| الرحمن   | ﴿فَبِأَيِّ آلَاءِ رَبِّكُمَا تُكَذِّبَانِ ۝١٣﴾                                            | ﴿فَبِأَيِّ آلَاءِ رَبِّكُمَا تُكَذِّبَانِ ۝١٣﴾                                                                 | 6-{فَبِأَيِّ آلاۤءِ رَبِّكُمَا تُكَذِّبَانِ} [الرحمن:28]                                                                |
| الرحمن   | ﴿فَبِأَيِّ آلَاءِ رَبِّكُمَا تُكَذِّبَانِ ۝١٣﴾                                            | ﴿فَبِأَيِّ آلَاءِ رَبِّكُمَا تُكَذِّبَانِ ۝١٣﴾                                                                 | 7-{فَبِأَيِّ آلاۤءِ رَبِّكُمَا تُكَذِّبَانِ} [الرحمن:30]                                                                |
| الرحمن   | ﴿فَبِأَيِّ آلَاءِ رَبِّكُمَا تُكَذِّبَانِ ۝١٣﴾                                            | ﴿فَبِأَيِّ آلَاءِ رَبِّكُمَا تُكَذِّبَانِ ۝١٣﴾                                                                 | 8-{فَبِأَيِّ آلاۤءِ رَبِّكُمَا تُكَذِّبَانِ} [الرحمن:32]                                                                |
| الرحمن   | ﴿فَبِأَيِّ آلَاءِ رَبِّكُمَا تُكَذِّبَانِ ۝١٣﴾                                            | ﴿فَبِأَيِّ آلَاءِ رَبِّكُمَا تُكَذِّبَانِ ۝١٣﴾                                                                 | 9-{فَبِأَيِّ آلاۤءِ رَبِّكُمَا تُكَذِّبَانِ} [الرحمن:34]                                                                |
| الرحمن   | ﴿فَبِأَيِّ آلَاءِ رَبِّكُمَا تُكَذِّبَانِ ۝١٣﴾                                            | ﴿فَبِأَيِّ آلَاءِ رَبِّكُمَا تُكَذِّبَانِ ۝١٣﴾                                                                 | 10-{فَبِأَيِّ آلاۤءِ رَبِّكُمَا تُكَذِّبَانِ} [الرحمن:36]                                                               |
| الرحمن   | ﴿فَبِأَيِّ آلَاءِ رَبِّكُمَا تُكَذِّبَانِ ۝١٣﴾                                            | ﴿فَبِأَيِّ آلَاءِ رَبِّكُمَا تُكَذِّبَانِ ۝١٣﴾                                                                 | 11-{فَبِأَيِّ آلاۤءِ رَبِّكُمَا تُكَذِّبَانِ} [الرحمن:38]                                                               |
| الرحمن   | ﴿فَبِأَيِّ آلَاءِ رَبِّكُمَا تُكَذِّبَانِ ۝١٣﴾                                            | ﴿فَبِأَيِّ آلَاءِ رَبِّكُمَا تُكَذِّبَانِ ۝١٣﴾                                                                 | 12-{فَبِأَيِّ آلاۤءِ رَبِّكُمَا تُكَذِّبَانِ} [الرحمن:40]                                                               |
| الرحمن   | ﴿فَبِأَيِّ آلَاءِ رَبِّكُمَا تُكَذِّبَانِ ۝١٣﴾                                            | ﴿فَبِأَيِّ آلَاءِ رَبِّكُمَا تُكَذِّبَانِ ۝١٣﴾                                                                 | 13-{فَبِأَيِّ آلاۤءِ رَبِّكُمَا تُكَذِّبَانِ} [الرحمن:42]                                                               |
| الرحمن   | ﴿فَبِأَيِّ آلَاءِ رَبِّكُمَا تُكَذِّبَانِ ۝١٣﴾                                            | ﴿فَبِأَيِّ آلَاءِ رَبِّكُمَا تُكَذِّبَانِ ۝١٣﴾                                                                 | 14-{فَبِأَيِّ آلاۤءِ رَبِّكُمَا تُكَذِّبَانِ} [الرحمن:45]                                                               |
| الرحمن   | ﴿فَبِأَيِّ آلَاءِ رَبِّكُمَا تُكَذِّبَانِ ۝١٣﴾                                            | ﴿فَبِأَيِّ آلَاءِ رَبِّكُمَا تُكَذِّبَانِ ۝١٣﴾                                                                 | 15-{فَبِأَيِّ آلاۤءِ رَبِّكُمَا تُكَذِّبَانِ} [الرحمن:47]                                                               |
| الرحمن   | ﴿فَبِأَيِّ آلَاءِ رَبِّكُمَا تُكَذِّبَانِ ۝١٣﴾                                            | ﴿فَبِأَيِّ آلَاءِ رَبِّكُمَا تُكَذِّبَانِ ۝١٣﴾                                                                 | 16-{فَبِأَيِّ آلاۤءِ رَبِّكُمَا تُكَذِّبَانِ} [الرحمن:49]                                                               |
| الرحمن   | ﴿فَبِأَيِّ آلَاءِ رَبِّكُمَا تُكَذِّبَانِ ۝١٣﴾                                            | ﴿فَبِأَيِّ آلَاءِ رَبِّكُمَا تُكَذِّبَانِ ۝١٣﴾                                                                 | 17-{فَبِأَيِّ آلاۤءِ رَبِّكُمَا تُكَذِّبَانِ} [الرحمن:51]                                                               |
| الرحمن   | ﴿فَبِأَيِّ آلَاءِ رَبِّكُمَا تُكَذِّبَانِ ۝١٣﴾                                            | ﴿فَبِأَيِّ آلَاءِ رَبِّكُمَا تُكَذِّبَانِ ۝١٣﴾                                                                 | 18-{فَبِأَيِّ آلاۤءِ رَبِّكُمَا تُكَذِّبَانِ} [الرحمن:53]                                                               |
| الرحمن   | ﴿فَبِأَيِّ آلَاءِ رَبِّكُمَا تُكَذِّبَانِ ۝١٣﴾                                            | ﴿فَبِأَيِّ آلَاءِ رَبِّكُمَا تُكَذِّبَانِ ۝١٣﴾                                                                 | 19-{فَبِأَيِّ آلاۤءِ رَبِّكُمَا تُكَذِّبَانِ} [الرحمن:55]                                                               |
| الرحمن   | ﴿فَبِأَيِّ آلَاءِ رَبِّكُمَا تُكَذِّبَانِ ۝١٣﴾                                            | ﴿فَبِأَيِّ آلَاءِ رَبِّكُمَا تُكَذِّبَانِ ۝١٣﴾                                                                 | 20-{فَبِأَيِّ آلاۤءِ رَبِّكُمَا تُكَذِّبَانِ} [الرحمن:57]                                                               |
| الرحمن   | ﴿فَبِأَيِّ آلَاءِ رَبِّكُمَا تُكَذِّبَانِ ۝١٣﴾                                            | ﴿فَبِأَيِّ آلَاءِ رَبِّكُمَا تُكَذِّبَانِ ۝١٣﴾                                                                 | 21-{فَبِأَيِّ آلاۤءِ رَبِّكُمَا تُكَذِّبَانِ} [الرحمن:59]                                                               |
| الرحمن   | ﴿فَبِأَيِّ آلَاءِ رَبِّكُمَا تُكَذِّبَانِ ۝١٣﴾                                            | ﴿فَبِأَيِّ آلَاءِ رَبِّكُمَا تُكَذِّبَانِ ۝١٣﴾                                                                 | 22-{فَبِأَيِّ آلاۤءِ رَبِّكُمَا تُكَذِّبَانِ} [الرحمن:61]                                                               |
| الرحمن   | ﴿فَبِأَيِّ آلَاءِ رَبِّكُمَا تُكَذِّبَانِ ۝١٣﴾                                            | ﴿فَبِأَيِّ آلَاءِ رَبِّكُمَا تُكَذِّبَانِ ۝١٣﴾                                                                 | 23-{فَبِأَيِّ آلاۤءِ رَبِّكُمَا تُكَذِّبَانِ} [الرحمن:63]                                                               |
| الرحمن   | ﴿فَبِأَيِّ آلَاءِ رَبِّكُمَا تُكَذِّبَانِ ۝١٣﴾                                            | ﴿فَبِأَيِّ آلَاءِ رَبِّكُمَا تُكَذِّبَانِ ۝١٣﴾                                                                 | 24-{فَبِأَيِّ آلاۤءِ رَبِّكُمَا تُكَذِّبَانِ} [الرحمن:65]                                                               |
| الرحمن   | ﴿فَبِأَيِّ آلَاءِ رَبِّكُمَا تُكَذِّبَانِ ۝١٣﴾                                            | ﴿فَبِأَيِّ آلَاءِ رَبِّكُمَا تُكَذِّبَانِ ۝١٣﴾                                                                 | 25-{فَبِأَيِّ آلاۤءِ رَبِّكُمَا تُكَذِّبَانِ} [الرحمن:67]                                                               |
| الرحمن   | ﴿فَبِأَيِّ آلَاءِ رَبِّكُمَا تُكَذِّبَانِ ۝١٣﴾                                            | ﴿فَبِأَيِّ آلَاءِ رَبِّكُمَا تُكَذِّبَانِ ۝١٣﴾                                                                 | 26-{فَبِأَيِّ آلاۤءِ رَبِّكُمَا تُكَذِّبَانِ} [الرحمن:69]                                                               |
| الرحمن   | ﴿فَبِأَيِّ آلَاءِ رَبِّكُمَا تُكَذِّبَانِ ۝١٣﴾                                            | ﴿فَبِأَيِّ آلَاءِ رَبِّكُمَا تُكَذِّبَانِ ۝١٣﴾                                                                 | 27-{فَبِأَيِّ آلاۤءِ رَبِّكُمَا تُكَذِّبَانِ} [الرحمن:71]                                                               |
| الرحمن   | ﴿فَبِأَيِّ آلَاءِ رَبِّكُمَا تُكَذِّبَانِ ۝١٣﴾                                            | ﴿فَبِأَيِّ آلَاءِ رَبِّكُمَا تُكَذِّبَانِ ۝١٣﴾                                                                 | 28-{فَبِأَيِّ آلاۤءِ رَبِّكُمَا تُكَذِّبَانِ} [الرحمن:73]                                                               |
| الرحمن   | ﴿فَبِأَيِّ آلَاءِ رَبِّكُمَا تُكَذِّبَانِ ۝١٣﴾                                            | ﴿فَبِأَيِّ آلَاءِ رَبِّكُمَا تُكَذِّبَانِ ۝١٣﴾                                                                 | 29-{فَبِأَيِّ آلاۤءِ رَبِّكُمَا تُكَذِّبَانِ} [الرحمن:75]                                                               |
| الرحمن   | ﴿فَبِأَيِّ آلَاءِ رَبِّكُمَا تُكَذِّبَانِ ۝١٣﴾                                            | ﴿فَبِأَيِّ آلَاءِ رَبِّكُمَا تُكَذِّبَانِ ۝١٣﴾                                                                 | 30-{فَبِأَيِّ آلاۤءِ رَبِّكُمَا تُكَذِّبَانِ} [الرحمن:77]                                                               |
| الزخرف   | 2                                                                      | {وَٱلْكِتَابِ ٱلْمُبِينِ}                                                                            | {وَٱلْكِتَابِ ٱلْمُبِينِ} [الدخان:2]                                                                           |
| الزخرف   | 83                                                                     | {فَذَرْهُمْ يَخُوضُواْ وَيَلْعَبُواْ حَتَّىٰ يُلَـٰقُواْ يَوْمَهُمُ ٱلَّذِي يُوعَدُونَ}                                         | {فَذَرْهُمْ يَخُوضُواْ وَيَلْعَبُواْ حَتَّىٰ يُلَـٰقُواْ يَوْمَهُمُ ٱلَّذِي يُوعَدُونَ} [المعارج:42]                                      |
| الزمر    | ﴿تَنْزِيلُ الْكِتَابِ مِنَ اللَّهِ الْعَزِيزِ الْحَكِيمِ ۝١﴾ [الزمر:1]                       | ﴿تَنْزِيلُ الْكِتَابِ مِنَ اللَّهِ الْعَزِيزِ الْحَكِيمِ ۝١﴾ [الزمر:1]                                            | 1-{تَنزِيلُ ٱلْكِتَابِ مِنَ ٱللَّهِ ٱلْعَزِيزِ ٱلْحَكِيمِ} [الجاثية:2]                                                    |
| الزمر    | ﴿تَنْزِيلُ الْكِتَابِ مِنَ اللَّهِ الْعَزِيزِ الْحَكِيمِ ۝١﴾ [الزمر:1]                       | ﴿تَنْزِيلُ الْكِتَابِ مِنَ اللَّهِ الْعَزِيزِ الْحَكِيمِ ۝١﴾ [الزمر:1]                                            | 2-{تَنزِيلُ ٱلْكِتَابِ مِنَ ٱللَّهِ ٱلْعَزِيزِ ٱلْحَكِيمِ} [الأحقاف:2]                                                    |
| الشرح    | 5                                                                      | {فَإِنَّ مَعَ ٱلْعُسْرِ يُسْراً}                                                                         | {إِنَّ مَعَ ٱلْعُسْرِ يُسْراً} [الشرح:6]                                                                          |
| الشعراء  | 2                                                                      | {تِلْكَ آيَاتُ ٱلْكِتَابِ ٱلْمُبِينِ}                                                                    | {تِلْكَ آيَاتُ ٱلْكِتَابِ ٱلْمُبِينِ} [القصص:2]                                                                    |
| الشعراء  | 66                                                                     | {ثُمَّ أَغْرَقْنَا ٱلآخَرِينَ}                                                                         | {ثُمَّ أَغْرَقْنَا ٱلآخَرِينَ} [الصافات:82]                                                                      |
| الشعراء  | 171                                                                    | {إِلاَّ عَجُوزاً فِي ٱلْغَابِرِينَ}                                                                     | {إِلاَّ عَجُوزاً فِي ٱلْغَابِرِينَ} [الصافات:135]                                                                 |
| الشعراء  | 172                                                                    | {ثُمَّ دَمَّرْنَا ٱلآخَرِينَ}                                                                          | {ثُمَّ دَمَّرْنَا ٱلآخَرِينَ} [الصافات:136]                                                                      |
| الشعراء  | 173                                                                    | {وَأَمْطَرْنَا عَلَيْهِم مَّطَراً فَسَآءَ مَطَرُ ٱلْمُنذَرِينَ}                                                      | {وَأَمْطَرْنَا عَلَيْهِم مَّطَراً فَسَآءَ مَطَرُ ٱلْمُنذَرِينَ} [النمل:58]                                                     |
| الشعراء  | 204                                                                    | {أَفَبِعَذَابِنَا يَسْتَعْجِلُونَ}                                                                        | {أَفَبِعَذَابِنَا يَسْتَعْجِلُونَ} [الصافات:176]                                                                    |
| الشعراء  | 24                                                                     | {قَالَ رَبُّ ٱلسَّمَٰوَٰتِ وَٱلأَرْضِ وَمَا بَيْنَهُمَآ إِن كُنتُمْ مُّوقِنِينَ}                                            | {رَبِّ ٱلسَّمَٰوَٰتِ وَٱلأَرْضِ وَمَا بَيْنَهُمَآ إِن كُنتُم مُّوقِنِينَ} [الدخان:7]                                               |
| الشعراء  | 58                                                                     | {وَكُنُوزٍ وَمَقَامٍ كَرِيمٍ}                                                                          | {وَزُرُوعٍ وَمَقَامٍ كَرِيمٍ} [الدخان:26]                                                                        |
| الشعراء  | 59                                                                     | {كَذَلِكَ وَأَوْرَثْنَاهَا بَنِيۤ إِسْرَائِيلَ}                                                                | {كَذَلِكَ وَأَوْرَثْنَاهَا قَوْماً آخَرِينَ} [الدخان:28]                                                               |
| الشعراء  | 70                                                                     | {إِذْ قَالَ لأَبِيهِ وَقَوْمِهِ مَا تَعْبُدُونَ}                                                              | {إِذْ قَالَ لأَبِيهِ وَقَوْمِهِ مَاذَا تَعْبُدُونَ} [الصافات:85]                                                         |
| الشعراء  | 170                                                                    | {فَنَجَّيْنَاهُ وَأَهْلَهُ أَجْمَعِينَ}                                                                      | {إِذْ نَجَّيْنَاهُ وَأَهْلَهُ أَجْمَعِينَ} [الصافات:134]                                                                |
| الشعراء  | ﴿إِنَّ فِي ذَلِكَ لَآيَةً وَمَا كَانَ أَكْثَرُهُمْ مُؤْمِنِينَ ۝٨﴾ [الشعراء:8]                   | ﴿إِنَّ فِي ذَلِكَ لَآيَةً وَمَا كَانَ أَكْثَرُهُمْ مُؤْمِنِينَ ۝٨﴾ [الشعراء:8]                                        | 1-{إِنَّ فِي ذَلِكَ لآيَةً وَمَا كَانَ أَكْثَرُهُم مُّؤْمِنِينَ} [الشعراء:67]                                                 |
| الشعراء  | ﴿إِنَّ فِي ذَلِكَ لَآيَةً وَمَا كَانَ أَكْثَرُهُمْ مُؤْمِنِينَ ۝٨﴾ [الشعراء:8]                   | ﴿إِنَّ فِي ذَلِكَ لَآيَةً وَمَا كَانَ أَكْثَرُهُمْ مُؤْمِنِينَ ۝٨﴾ [الشعراء:8]                                        | 2-{إِنَّ فِي ذَلِكَ لآيَةً وَمَا كَانَ أَكْثَرُهُم مُّؤْمِنِينَ} [الشعراء:103]                                                |
| الشعراء  | ﴿إِنَّ فِي ذَلِكَ لَآيَةً وَمَا كَانَ أَكْثَرُهُمْ مُؤْمِنِينَ ۝٨﴾ [الشعراء:8]                   | ﴿إِنَّ فِي ذَلِكَ لَآيَةً وَمَا كَانَ أَكْثَرُهُمْ مُؤْمِنِينَ ۝٨﴾ [الشعراء:8]                                        | 3-{إِنَّ فِي ذَلِكَ لآيَةً وَمَا كَانَ أَكْثَرُهُم مُّؤْمِنِينَ} [الشعراء:121]                                                |
| الشعراء  | ﴿إِنَّ فِي ذَلِكَ لَآيَةً وَمَا كَانَ أَكْثَرُهُمْ مُؤْمِنِينَ ۝٨﴾ [الشعراء:8]                   | ﴿إِنَّ فِي ذَلِكَ لَآيَةً وَمَا كَانَ أَكْثَرُهُمْ مُؤْمِنِينَ ۝٨﴾ [الشعراء:8]                                        | 4-{إِنَّ فِي ذَلِكَ لآيَةً وَمَا كَانَ أَكْثَرُهُم مُّؤْمِنِينَ} [الشعراء:174]                                                |
| الشعراء  | ﴿إِنَّ فِي ذَلِكَ لَآيَةً وَمَا كَانَ أَكْثَرُهُمْ مُؤْمِنِينَ ۝٨﴾ [الشعراء:8]                   | ﴿إِنَّ فِي ذَلِكَ لَآيَةً وَمَا كَانَ أَكْثَرُهُمْ مُؤْمِنِينَ ۝٨﴾ [الشعراء:8]                                        | 5-{إِنَّ فِي ذَلِكَ لآيَةً وَمَا كَانَ أَكْثَرُهُم مُّؤْمِنِينَ} [الشعراء:190]                                                |
| الشعراء  | ﴿وَإِنَّ رَبَّكَ لَهُوَ الْعَزِيزُ الرَّحِيمُ ۝٩﴾                                          | ﴿وَإِنَّ رَبَّكَ لَهُوَ الْعَزِيزُ الرَّحِيمُ ۝٩﴾                                                               | 1-{وَإِنَّ رَبَّكَ لَهُوَ ٱلْعَزِيزُ ٱلرَّحِيمُ} [الشعراء:68]                                                            |
| الشعراء  | ﴿وَإِنَّ رَبَّكَ لَهُوَ الْعَزِيزُ الرَّحِيمُ ۝٩﴾                                          | ﴿وَإِنَّ رَبَّكَ لَهُوَ الْعَزِيزُ الرَّحِيمُ ۝٩﴾                                                               | 2-{وَإِنَّ رَبَّكَ لَهُوَ ٱلْعَزِيزُ ٱلرَّحِيمُ} [الشعراء:104]                                                           |
| الشعراء  | ﴿وَإِنَّ رَبَّكَ لَهُوَ الْعَزِيزُ الرَّحِيمُ ۝٩﴾                                          | ﴿وَإِنَّ رَبَّكَ لَهُوَ الْعَزِيزُ الرَّحِيمُ ۝٩﴾                                                               | 3-{وَإِنَّ رَبَّكَ لَهُوَ ٱلْعَزِيزُ ٱلرَّحِيمُ} [الشعراء:122]                                                           |
| الشعراء  | ﴿وَإِنَّ رَبَّكَ لَهُوَ الْعَزِيزُ الرَّحِيمُ ۝٩﴾                                          | ﴿وَإِنَّ رَبَّكَ لَهُوَ الْعَزِيزُ الرَّحِيمُ ۝٩﴾                                                               | 4-{وَإِنَّ رَبَّكَ لَهُوَ ٱلْعَزِيزُ ٱلرَّحِيمُ} [الشعراء:140]                                                           |
| الشعراء  | ﴿وَإِنَّ رَبَّكَ لَهُوَ الْعَزِيزُ الرَّحِيمُ ۝٩﴾                                          | ﴿وَإِنَّ رَبَّكَ لَهُوَ الْعَزِيزُ الرَّحِيمُ ۝٩﴾                                                               | 5-{وَإِنَّ رَبَّكَ لَهُوَ ٱلْعَزِيزُ ٱلرَّحِيمُ} [الشعراء:159]                                                           |
| الشعراء  | ﴿وَإِنَّ رَبَّكَ لَهُوَ الْعَزِيزُ الرَّحِيمُ ۝٩﴾                                          | ﴿وَإِنَّ رَبَّكَ لَهُوَ الْعَزِيزُ الرَّحِيمُ ۝٩﴾                                                               | 6-{وَإِنَّ رَبَّكَ لَهُوَ ٱلْعَزِيزُ ٱلرَّحِيمُ} [الشعراء:175]                                                           |
| الشعراء  | ﴿وَإِنَّ رَبَّكَ لَهُوَ الْعَزِيزُ الرَّحِيمُ ۝٩﴾                                          | ﴿وَإِنَّ رَبَّكَ لَهُوَ الْعَزِيزُ الرَّحِيمُ ۝٩﴾                                                               | 7-{وَإِنَّ رَبَّكَ لَهُوَ ٱلْعَزِيزُ ٱلرَّحِيمُ} [الشعراء:191]                                                           |
| الشعراء  | ﴿إِنِّي لَكُمْ رَسُولٌ أَمِينٌ ۝١٠٧﴾                                                | ﴿إِنِّي لَكُمْ رَسُولٌ أَمِينٌ ۝١٠٧﴾                                                                     | 1-{إِنِّي لَكُمْ رَسُولٌ أَمِينٌ} [الشعراء:125]                                                                   |
| الشعراء  | ﴿إِنِّي لَكُمْ رَسُولٌ أَمِينٌ ۝١٠٧﴾                                                | ﴿إِنِّي لَكُمْ رَسُولٌ أَمِينٌ ۝١٠٧﴾                                                                     | 2-{إِنِّي لَكُمْ رَسُولٌ أَمِينٌ} [الشعراء:143]                                                                   |
| الشعراء  | ﴿إِنِّي لَكُمْ رَسُولٌ أَمِينٌ ۝١٠٧﴾                                                | ﴿إِنِّي لَكُمْ رَسُولٌ أَمِينٌ ۝١٠٧﴾                                                                     | 3-{إِنِّي لَكُمْ رَسُولٌ أَمِينٌ} [الشعراء:162]                                                                   |
| الشعراء  | ﴿إِنِّي لَكُمْ رَسُولٌ أَمِينٌ ۝١٠٧﴾                                                | ﴿إِنِّي لَكُمْ رَسُولٌ أَمِينٌ ۝١٠٧﴾                                                                     | 4-{إِنِّي لَكُمْ رَسُولٌ أَمِينٌ} [الشعراء:178]                                                                   |
| الشعراء  | ﴿فَاتَّقُوا اللَّهَ وَأَطِيعُونِ ۝١٠٨﴾                                              | ﴿فَاتَّقُوا اللَّهَ وَأَطِيعُونِ ۝١٠٨﴾                                                                   | 1-{فَٱتَّقُواْ ٱللَّهَ وَأَطِيعُونِ} [الشعراء:110]                                                                 |
| الشعراء  | ﴿فَاتَّقُوا اللَّهَ وَأَطِيعُونِ ۝١٠٨﴾                                              | ﴿فَاتَّقُوا اللَّهَ وَأَطِيعُونِ ۝١٠٨﴾                                                                   | 2-{فَٱتَّقُواْ ٱللَّهَ وَأَطِيعُونِ} [الشعراء:126]                                                                 |
| الشعراء  | ﴿فَاتَّقُوا اللَّهَ وَأَطِيعُونِ ۝١٠٨﴾                                              | ﴿فَاتَّقُوا اللَّهَ وَأَطِيعُونِ ۝١٠٨﴾                                                                   | 3-{فَٱتَّقُواْ ٱللَّهَ وَأَطِيعُونِ} [الشعراء:131]                                                                 |
| الشعراء  | ﴿فَاتَّقُوا اللَّهَ وَأَطِيعُونِ ۝١٠٨﴾                                              | ﴿فَاتَّقُوا اللَّهَ وَأَطِيعُونِ ۝١٠٨﴾                                                                   | 4-{فَٱتَّقُواْ ٱللَّهَ وَأَطِيعُونِ} [الشعراء:144]                                                                 |
| الشعراء  | ﴿فَاتَّقُوا اللَّهَ وَأَطِيعُونِ ۝١٠٨﴾                                              | ﴿فَاتَّقُوا اللَّهَ وَأَطِيعُونِ ۝١٠٨﴾                                                                   | 5-{فَٱتَّقُواْ ٱللَّهَ وَأَطِيعُونِ} [الشعراء:150]                                                                 |
| الشعراء  | ﴿فَاتَّقُوا اللَّهَ وَأَطِيعُونِ ۝١٠٨﴾                                              | ﴿فَاتَّقُوا اللَّهَ وَأَطِيعُونِ ۝١٠٨﴾                                                                   | 6-{فَٱتَّقُواْ ٱللَّهَ وَأَطِيعُونِ} [الشعراء:163]                                                                 |
| الشعراء  | ﴿فَاتَّقُوا اللَّهَ وَأَطِيعُونِ ۝١٠٨﴾                                              | ﴿فَاتَّقُوا اللَّهَ وَأَطِيعُونِ ۝١٠٨﴾                                                                   | 7-{فَٱتَّقُواْ ٱللَّهَ وَأَطِيعُونِ} [الشعراء:179]                                                                 |
| الشعراء  | ﴿وَمَا أَسْأَلُكُمْ عَلَيْهِ مِنْ أَجْرٍ إِنْ أَجْرِيَ إِلَّا عَلَى رَبِّ الْعَالَمِينَ ۝١٠٩﴾ [الشعراء:109] | ﴿وَمَا أَسْأَلُكُمْ عَلَيْهِ مِنْ أَجْرٍ إِنْ أَجْرِيَ إِلَّا عَلَى رَبِّ الْعَالَمِينَ ۝١٠٩﴾ [الشعراء:109]                      | 1-{وَمَآ أَسْأَلُكُمْ عَلَيْهِ مِنْ أَجْرٍ إِنْ أَجْرِيَ إِلاَّ عَلَىٰ رَبِّ ٱلْعَالَمِينَ} [الشعراء:127]                                  |
| الشعراء  | ﴿وَمَا أَسْأَلُكُمْ عَلَيْهِ مِنْ أَجْرٍ إِنْ أَجْرِيَ إِلَّا عَلَى رَبِّ الْعَالَمِينَ ۝١٠٩﴾ [الشعراء:109] | ﴿وَمَا أَسْأَلُكُمْ عَلَيْهِ مِنْ أَجْرٍ إِنْ أَجْرِيَ إِلَّا عَلَى رَبِّ الْعَالَمِينَ ۝١٠٩﴾ [الشعراء:109]                      | 2-{وَمَآ أَسْأَلُكُمْ عَلَيْهِ مِنْ أَجْرٍ إِنْ أَجْرِيَ إِلاَّ عَلَىٰ رَبِّ ٱلْعَالَمِينَ} [الشعراء:145]                                  |
| الشعراء  | ﴿وَمَا أَسْأَلُكُمْ عَلَيْهِ مِنْ أَجْرٍ إِنْ أَجْرِيَ إِلَّا عَلَى رَبِّ الْعَالَمِينَ ۝١٠٩﴾ [الشعراء:109] | ﴿وَمَا أَسْأَلُكُمْ عَلَيْهِ مِنْ أَجْرٍ إِنْ أَجْرِيَ إِلَّا عَلَى رَبِّ الْعَالَمِينَ ۝١٠٩﴾ [الشعراء:109]                      | 3-{وَمَآ أَسْأَلُكُمْ عَلَيْهِ مِنْ أَجْرٍ إِنْ أَجْرِيَ إِلاَّ عَلَىٰ رَبِّ ٱلْعَالَمِينَ} [الشعراء:164]                                  |
| الشعراء  | ﴿وَمَا أَسْأَلُكُمْ عَلَيْهِ مِنْ أَجْرٍ إِنْ أَجْرِيَ إِلَّا عَلَى رَبِّ الْعَالَمِينَ ۝١٠٩﴾ [الشعراء:109] | ﴿وَمَا أَسْأَلُكُمْ عَلَيْهِ مِنْ أَجْرٍ إِنْ أَجْرِيَ إِلَّا عَلَى رَبِّ الْعَالَمِينَ ۝١٠٩﴾ [الشعراء:109]                      | 4-{وَمَآ أَسْأَلُكُمْ عَلَيْهِ مِنْ أَجْرٍ إِنْ أَجْرِيَ إِلاَّ عَلَىٰ رَبِّ ٱلْعَالَمِينَ} [الشعراء:180]                                  |
| الشعراء  | 153                                                                    | {قَالُوۤاْ إِنَّمَآ أَنتَ مِنَ ٱلْمُسَحَّرِينَ}                                                                | {قَالُوۤاْ إِنَّمَآ أَنتَ مِنَ ٱلْمُسَحَّرِينَ} [الشعراء:185]                                                            |
| الصافات  | 17                                                                     | {أَوَ آبَآؤُنَا ٱلأَوَّلُونَ}                                                                         | {أَوَ آبَآؤُنَا ٱلأَوَّلُونَ} [الواقعة:48]                                                                      |
| الصافات  | 27                                                                     | {وَأَقْبَلَ بَعْضُهُمْ عَلَىٰ بَعْضٍ يَتَسَآءَلُونَ}                                                              | {وَأَقْبَلَ بَعْضُهُمْ عَلَىٰ بَعْضٍ يَتَسَآءَلُونَ} [الطور:25]                                                             |
| الصافات  | 43                                                                     | {فِي جَنَّاتِ ٱلنَّعِيمِ}                                                                            | {فِي جَنَّاتِ ٱلنَّعِيمِ} [الواقعة:12]                                                                         |
| الصافات  | 80                                                                     | {إِنَّا كَذَلِكَ نَجْزِي ٱلْمُحْسِنِينَ}                                                                    | {إِنَّا كَذَلِكَ نَجْزِي ٱلْمُحْسِنِينَ} [المرسلات:44]                                                                |
| الصافات  | 154                                                                    | {مَا لَكُمْ كَيْفَ تَحْكُمُونَ}                                                                         | {مَا لَكُمْ كَيْفَ تَحْكُمُونَ} [القلم:36]                                                                        |
| الصافات  | ﴿إِلَّا عِبَادَ اللَّهِ الْمُخْلَصِينَ ۝٤٠﴾                                            | ﴿إِلَّا عِبَادَ اللَّهِ الْمُخْلَصِينَ ۝٤٠﴾                                                                 | 1-{إِلاَّ عِبَادَ ٱللَّهِ ٱلْمُخْلَصِينَ} [الصافات:74]                                                               |
| الصافات  | ﴿إِلَّا عِبَادَ اللَّهِ الْمُخْلَصِينَ ۝٤٠﴾                                            | ﴿إِلَّا عِبَادَ اللَّهِ الْمُخْلَصِينَ ۝٤٠﴾                                                                 | 2-{إِلاَّ عِبَادَ ٱللَّهِ ٱلْمُخْلَصِينَ} [الصافات:128]                                                              |
| الصافات  | ﴿إِلَّا عِبَادَ اللَّهِ الْمُخْلَصِينَ ۝٤٠﴾                                            | ﴿إِلَّا عِبَادَ اللَّهِ الْمُخْلَصِينَ ۝٤٠﴾                                                                 | 3-{إِلاَّ عِبَادَ ٱللَّهِ ٱلْمُخْلَصِينَ} [الصافات:160]                                                              |
| الصافات  | ﴿وَتَرَكْنَا عَلَيْهِ فِي الْآخِرِينَ ۝٧٨﴾                                            | ﴿وَتَرَكْنَا عَلَيْهِ فِي الْآخِرِينَ ۝٧٨﴾                                                                 | 1-{وَتَرَكْنَا عَلَيْهِ فِي ٱلآخِرِينَ} [الصافات:108]                                                              |
| الصافات  | ﴿وَتَرَكْنَا عَلَيْهِ فِي الْآخِرِينَ ۝٧٨﴾                                            | ﴿وَتَرَكْنَا عَلَيْهِ فِي الْآخِرِينَ ۝٧٨﴾                                                                 | 2-{وَتَرَكْنَا عَلَيْهِ فِي ٱلآخِرِينَ} [الصافات:129]                                                              |
| الصافات  | ﴿إِنَّا كَذَلِكَ نَجْزِي الْمُحْسِنِينَ ۝٨٠﴾                                            | ﴿إِنَّا كَذَلِكَ نَجْزِي الْمُحْسِنِينَ ۝٨٠﴾                                                                 | 1-{إِنَّا كَذَلِكَ نَجْزِي ٱلْمُحْسِنِينَ} [الصافات:121]                                                              |
| الصافات  | ﴿إِنَّا كَذَلِكَ نَجْزِي الْمُحْسِنِينَ ۝٨٠﴾                                            | ﴿إِنَّا كَذَلِكَ نَجْزِي الْمُحْسِنِينَ ۝٨٠﴾                                                                 | 2-{إِنَّا كَذَلِكَ نَجْزِي ٱلْمُحْسِنِينَ} [الصافات:131]                                                              |
| الصافات  | ﴿إِنَّهُ مِنْ عِبَادِنَا الْمُؤْمِنِينَ ۝٨١﴾                                            | ﴿إِنَّهُ مِنْ عِبَادِنَا الْمُؤْمِنِينَ ۝٨١﴾                                                                 | 1-{إِنَّهُ مِنْ عِبَادِنَا ٱلْمُؤْمِنِينَ} [الصافات:111]                                                              |
| الصافات  | ﴿إِنَّهُ مِنْ عِبَادِنَا الْمُؤْمِنِينَ ۝٨١﴾                                            | ﴿إِنَّهُ مِنْ عِبَادِنَا الْمُؤْمِنِينَ ۝٨١﴾                                                                 | 2-{إِنَّهُ مِنْ عِبَادِنَا ٱلْمُؤْمِنِينَ} [الصافات:132]                                                              |
| الصافات  | 16                                                                     | {أَءِذَا مِتْنَا وَكُنَّا تُرَاباً وَعِظَاماً أَءِنَّا لَمَبْعُوثُونَ}                                                 | 2-{أَءِذَا مِتْنَا وَكُنَّا تُرَاباً وَعِظَاماً أَءِنَّا لَمَدِينُونَ} [الصافات:53]                                             |
| الصافات  | 27                                                                     | {وَأَقْبَلَ بَعْضُهُمْ عَلَىٰ بَعْضٍ يَتَسَآءَلُونَ}                                                              | 2-{فَأَقْبَلَ بَعْضُهُمْ عَلَىٰ بَعْضٍ يَتَسَآءَلُونَ} [الصافات:50]                                                         |
| الصافات  | 174                                                                    | {فَتَوَلَّ عَنْهُمْ حَتَّىٰ حِينٍ}                                                                         | 2-{وَتَوَلَّ عَنْهُمْ حَتَّىٰ حِينٍ} [الصافات:178]                                                                   |
| الصافات  | 175                                                                    | {وَأَبْصِرْهُمْ فَسَوْفَ يُبْصِرُونَ}                                                                       | 2-{وَأَبْصِرْ فَسَوْفَ يُبْصِرُونَ} [الصافات:179]                                                                   |
| الطور    | 19                                                                     | {كُلُواْ وَٱشْرَبُواْ هَنِيئَاً بِمَا كُنتُمْ تَعْمَلُونَ}                                                        | {كُلُواْ وَٱشْرَبُواْ هَنِيـۤئاً بِمَا كُنتُمْ تَعْمَلُونَ} [المرسلات:43]                                                   |
| الطور    | 40                                                                     | {أَمْ تَسْأَلُهُمْ أَجْراً فَهُم مِّن مَّغْرَمٍ مُّثْقَلُونَ}                                                         | {أَمْ تَسْأَلُهُمْ أَجْراً فَهُمْ مِّن مَّغْرَمٍ مُّثْقَلُونَ} [القلم:46]                                                        |
| الطور    | 41                                                                     | {أَمْ عِندَهُمُ ٱلْغَيْبُ فَهُمْ يَكْتُبُونَ}                                                                 | {أَمْ عِندَهُمُ ٱلْغَيْبُ فَهُمْ يَكْتُبُونَ} [القلم:47]                                                                |
| العنكبوت | 22                                                                     | {وَمَآ أَنتُمْ بِمُعْجِزِينَ فِي ٱلأَرْضِ وَلاَ فِي ٱلسَّمَآءِ وَمَا لَكُمْ مِّن دُونِ ٱللَّهِ مِن وَلِيٍّ وَلاَ نَصِيرٍ}               | {وَمَآ أَنتُمْ بِمُعْجِزِينَ فِي ٱلأَرْضِ وَمَا لَكُمْ مِّن دُونِ ٱللَّهِ مِن وَلِيٍّ وَلاَ نَصِيرٍ} [الشورى:31]                           |
| العنكبوت | 37                                                                     | {فَكَذَّبُوهُ فَأَخَذَتْهُمُ ٱلرَّجْفَةُ فَأَصْبَحُواْ فِي دَارِهِمْ جَاثِمِينَ}                                             | {فَأَخَذَتْهُمُ ٱلرَّجْفَةُ فَأَصْبَحُواْ فِي دَارِهِمْ جَاثِمِينَ} [الأعراف:78]                                                 |
| العنكبوت | ﴿لِيَكْفُرُوا بِمَا آتَيْنَاهُمْ وَلِيَتَمَتَّعُوا فَسَوْفَ يَعْلَمُونَ ۝٦٦﴾ [العنكبوت:66]           | ﴿لِيَكْفُرُوا بِمَا آتَيْنَاهُمْ وَلِيَتَمَتَّعُوا فَسَوْفَ يَعْلَمُونَ ۝٦٦﴾ [العنكبوت:66]                                | 1-{لِيَكْفُرُواْ بِمَآ آتَيْنَاهُمْ فَتَمَتَّعُواْ فَسَوْفَ تَعْلَمُونَ} [النحل:55]                                                |
| العنكبوت | ﴿لِيَكْفُرُوا بِمَا آتَيْنَاهُمْ وَلِيَتَمَتَّعُوا فَسَوْفَ يَعْلَمُونَ ۝٦٦﴾ [العنكبوت:66]           | ﴿لِيَكْفُرُوا بِمَا آتَيْنَاهُمْ وَلِيَتَمَتَّعُوا فَسَوْفَ يَعْلَمُونَ ۝٦٦﴾ [العنكبوت:66]                                | 2-{لِيَكْفُرُواْ بِمَآ آتَيْنَاهُمْ فَتَمَتَّعُواْ فَسَوْفَ تَعْلَمُونَ} [الروم:34]                                                |
| الفاتحة  | ﴿الْحَمْدُ لِلَّهِ رَبِّ الْعَالَمِينَ ۝٢﴾ [الفاتحة:2]                                  | ﴿الْحَمْدُ لِلَّهِ رَبِّ الْعَالَمِينَ ۝٢﴾ [الفاتحة:2]                                                       | {وَٱلْحَمْدُ للَّهِ رَبِّ ٱلْعَالَمِينَ} [الصافات:182]                                                                |
| القصص    | 62                                                                     | {وَيَوْمَ يُنَادِيهِمْ فَيَقُولُ أَيْنَ شُرَكَآئِيَ ٱلَّذِينَ كُنتُمْ تَزْعُمُونَ}                                           | {وَيَوْمَ يُنَادِيهِمْ فَيَقُولُ أَيْنَ شُرَكَآئِيَ ٱلَّذِينَ كُنتُمْ تَزْعُمُونَ} [القصص:74]                                          |
| القلم    | 15                                                                     | {إِذَا تُتْلَىٰ عَلَيْهِ آيَاتُنَا قَالَ أَسَاطِيرُ ٱلأَوَّلِينَ}                                                   | {إِذَا تُتْلَىٰ عَلَيْهِ آيَاتُنَا قَالَ أَسَاطِيرُ ٱلأَوَّلِينَ} [المطففين:13]                                               |
| القلم    | ﴿وَمَا هُوَ إِلَّا ذِكْرٌ لِلْعَالَمِينَ ۝٥٢﴾ [القلم:52]                                | ﴿وَمَا هُوَ إِلَّا ذِكْرٌ لِلْعَالَمِينَ ۝٥٢﴾ [القلم:52]                                                     | 1-{إِنْ هُوَ إِلاَّ ذِكْرٌ لِّلْعَالَمِينَ} [ص:87]                                                                     |
| القلم    | ﴿وَمَا هُوَ إِلَّا ذِكْرٌ لِلْعَالَمِينَ ۝٥٢﴾ [القلم:52]                                | ﴿وَمَا هُوَ إِلَّا ذِكْرٌ لِلْعَالَمِينَ ۝٥٢﴾ [القلم:52]                                                     | 2-{إِنْ هُوَ إِلاَّ ذِكْرٌ لِّلْعَالَمِينَ} [التكوير:27]                                                               |
| القلم    | ﴿وَمَا هُوَ إِلَّا ذِكْرٌ لِلْعَالَمِينَ ۝٥٢﴾ [القلم:52]                                | ﴿وَمَا هُوَ إِلَّا ذِكْرٌ لِلْعَالَمِينَ ۝٥٢﴾ [القلم:52]                                                     | إِنْ هُوَ إِلاَّ ذِكْرٌ لِّلْعَالَمِينَ} [ص:87]                                                                        |
| القمر    | ﴿فَكَيْفَ كَانَ عَذَابِي وَنُذُرِ ۝١٦﴾                                               | ﴿فَكَيْفَ كَانَ عَذَابِي وَنُذُرِ ۝١٦﴾                                                                    | ﴿فَكَيْفَ كَانَ عَذَابِي وَنُذُرِ ۝٢١﴾                                                                              |
| القمر    | ﴿فَكَيْفَ كَانَ عَذَابِي وَنُذُرِ ۝١٦﴾                                               | ﴿فَكَيْفَ كَانَ عَذَابِي وَنُذُرِ ۝١٦﴾                                                                    | ﴿فَكَيْفَ كَانَ عَذَابِي وَنُذُرِ ۝٢١﴾                                                                              |
| القمر    | ﴿وَلَقَدْ يَسَّرْنَا الْقُرْآنَ لِلذِّكْرِ فَهَلْ مِنْ مُدَّكِرٍ ۝١٧﴾ [القمر:17]                    | ﴿وَلَقَدْ يَسَّرْنَا الْقُرْآنَ لِلذِّكْرِ فَهَلْ مِنْ مُدَّكِرٍ ۝١٧﴾ [القمر:17]                                         | 1-{وَلَقَدْ يَسَّرْنَا ٱلْقُرْآنَ لِلذِّكْرِ فَهَلْ مِن مُّدَّكِرٍ} [القمر:22]                                                    |
| القمر    | ﴿وَلَقَدْ يَسَّرْنَا الْقُرْآنَ لِلذِّكْرِ فَهَلْ مِنْ مُدَّكِرٍ ۝١٧﴾ [القمر:17]                    | ﴿وَلَقَدْ يَسَّرْنَا الْقُرْآنَ لِلذِّكْرِ فَهَلْ مِنْ مُدَّكِرٍ ۝١٧﴾ [القمر:17]                                         | 2-{وَلَقَد يَسَّرْنَا ٱلْقُرْآنَ لِلذِّكْرِ فَهَلْ مِن مُّدَّكِرٍ} [القمر:32]                                                    |
| القمر    | ﴿وَلَقَدْ يَسَّرْنَا الْقُرْآنَ لِلذِّكْرِ فَهَلْ مِنْ مُدَّكِرٍ ۝١٧﴾ [القمر:17]                    | ﴿وَلَقَدْ يَسَّرْنَا الْقُرْآنَ لِلذِّكْرِ فَهَلْ مِنْ مُدَّكِرٍ ۝١٧﴾ [القمر:17]                                         | 3-{وَلَقَدْ يَسَّرْنَا ٱلْقُرْآنَ لِلذِّكْرِ فَهَلْ مِن مُدَّكِرٍ} [القمر:40]                                                    |
| القيامة  | ﴿أَوْلَى لَكَ فَأَوْلَى ۝٣٤﴾                                                     | ﴿أَوْلَى لَكَ فَأَوْلَى ۝٣٤﴾                                                                          | ﴿ثُمَّ أَوْلَى لَكَ فَأَوْلَى ۝٣٥﴾ [القيامة:35]                                                                    |
| الكافرون | 3                                                                      | {وَلاَ أَنتُمْ عَابِدُونَ مَآ أَعْبُدُ}                                                                   | {وَلاَ أَنتُمْ عَابِدُونَ مَآ أَعْبُدُ} [الكافرون:5]                                                                |
| الكهف    | 72                                                                     | {قَالَ أَلَمْ أَقُلْ إِنَّكَ لَن تَسْتَطِيعَ مَعِيَ صَبْراً}                                                        | {قَالَ أَلَمْ أَقُلْ لَّكَ إِنَّكَ لَن تَسْتَطِيعَ مَعِيَ صَبْراً} [الكهف:75]                                                    |
| الكهف    | ﴿فَأَتْبَعَ سَبَبًا ۝٨٥﴾                                                        | ﴿فَأَتْبَعَ سَبَبًا ۝٨٥﴾                                                                             | 1-{ثُمَّ أَتْبَعَ سَبَباً} [الكهف:89]                                                                           |
| الكهف    | ﴿فَأَتْبَعَ سَبَبًا ۝٨٥﴾                                                        | ﴿فَأَتْبَعَ سَبَبًا ۝٨٥﴾                                                                             | 2-{ثُمَّ أَتْبَعَ سَبَباً} [الكهف:92]                                                                           |
| المائدة  | 10                                                                     | {وَٱلَّذِينَ كَفَرُواْ وَكَذَّبُواْ بِآيَاتِنَآ أُوْلَـۤئِكَ أَصْحَابُ ٱلْجَحِيمِ}                                           | {وَٱلَّذِينَ كَفَرُواْ وَكَذَّبُواْ بِآيَٰتِنَآ أُوْلَـۤئِكَ أَصْحَٰبُ ٱلْجَحِيمِ} [المائدة:86]                                          |
| المدثر   | 55                                                                     | {فَمَن شَآءَ ذَكَرَهُ}                                                                              | {فَمَن شَآءَ ذَكَرَهُ} [عبس:12]                                                                               |
| المدثر   | 54                                                                     | {كَلاَّ إِنَّهُ تَذْكِرَةٌ}                                                                             | {كَلاَّ إِنَّهَا تَذْكِرَةٌ} [عبس:11]                                                                             |
| المدثر   | 19                                                                     | {فَقُتِلَ كَيْفَ قَدَّرَ}                                                                              | {ثُمَّ قُتِلَ كَيْفَ قَدَّرَ} [المدثر:20]                                                                          |
| المرسلات | ﴿وَيْلٌ يَوْمَئِذٍ لِلْمُكَذِّبِينَ ۝١٥﴾ [المرسلات:15]                                  | ﴿وَيْلٌ يَوْمَئِذٍ لِلْمُكَذِّبِينَ ۝١٥﴾ [المرسلات:15]                                                       | {وَيْلٌ يَوْمَئِذٍ لِّلْمُكَذِّبِينَ} [المطففين:10]                                                                    |
| المرسلات | ﴿وَيْلٌ يَوْمَئِذٍ لِلْمُكَذِّبِينَ ۝١٥﴾ [المرسلات:15]                                  | ﴿وَيْلٌ يَوْمَئِذٍ لِلْمُكَذِّبِينَ ۝١٥﴾ [المرسلات:15]                                                       | 1-{وَيْلٌ يَوْمَئِذٍ لِّلْمُكَذِّبِينَ} [المرسلات:19]                                                                  |
| المرسلات | ﴿وَيْلٌ يَوْمَئِذٍ لِلْمُكَذِّبِينَ ۝١٥﴾ [المرسلات:15]                                  | ﴿وَيْلٌ يَوْمَئِذٍ لِلْمُكَذِّبِينَ ۝١٥﴾ [المرسلات:15]                                                       | 2-{وَيْلٌ يَوْمَئِذٍ لِّلْمُكَذِّبِينَ} [المرسلات:24]                                                                  |
| المرسلات | ﴿وَيْلٌ يَوْمَئِذٍ لِلْمُكَذِّبِينَ ۝١٥﴾ [المرسلات:15]                                  | ﴿وَيْلٌ يَوْمَئِذٍ لِلْمُكَذِّبِينَ ۝١٥﴾ [المرسلات:15]                                                       | 3-{وَيْلٌ يَوْمَئِذٍ لِّلْمُكَذِّبِينَ} [المرسلات:28]                                                                  |
| المرسلات | ﴿وَيْلٌ يَوْمَئِذٍ لِلْمُكَذِّبِينَ ۝١٥﴾ [المرسلات:15]                                  | ﴿وَيْلٌ يَوْمَئِذٍ لِلْمُكَذِّبِينَ ۝١٥﴾ [المرسلات:15]                                                       | 4-{وَيْلٌ يَوْمَئِذٍ لِّلْمُكَذِّبِينَ} [المرسلات:34]                                                                  |
| المرسلات | ﴿وَيْلٌ يَوْمَئِذٍ لِلْمُكَذِّبِينَ ۝١٥﴾ [المرسلات:15]                                  | ﴿وَيْلٌ يَوْمَئِذٍ لِلْمُكَذِّبِينَ ۝١٥﴾ [المرسلات:15]                                                       | 5-{وَيْلٌ يَوْمَئِذٍ لِّلْمُكَذِّبِينَ} [المرسلات:37]                                                                  |
| المرسلات | ﴿وَيْلٌ يَوْمَئِذٍ لِلْمُكَذِّبِينَ ۝١٥﴾ [المرسلات:15]                                  | ﴿وَيْلٌ يَوْمَئِذٍ لِلْمُكَذِّبِينَ ۝١٥﴾ [المرسلات:15]                                                       | 6-{وَيْلٌ يَوْمَئِذٍ لِّلْمُكَذِّبِينَ} [المرسلات:40]                                                                  |
| المرسلات | ﴿وَيْلٌ يَوْمَئِذٍ لِلْمُكَذِّبِينَ ۝١٥﴾ [المرسلات:15]                                  | ﴿وَيْلٌ يَوْمَئِذٍ لِلْمُكَذِّبِينَ ۝١٥﴾ [المرسلات:15]                                                       | 7-{وَيْلٌ يَوْمَئِذٍ لِّلْمُكَذِّبِينَ} [المرسلات:45]                                                                  |
| المرسلات | ﴿وَيْلٌ يَوْمَئِذٍ لِلْمُكَذِّبِينَ ۝١٥﴾ [المرسلات:15]                                  | ﴿وَيْلٌ يَوْمَئِذٍ لِلْمُكَذِّبِينَ ۝١٥﴾ [المرسلات:15]                                                       | 8-{وَيْلٌ يَوْمَئِذٍ لِّلْمُكَذِّبِينَ} [المرسلات:47]                                                                  |
| المرسلات | ﴿وَيْلٌ يَوْمَئِذٍ لِلْمُكَذِّبِينَ ۝١٥﴾ [المرسلات:15]                                  | ﴿وَيْلٌ يَوْمَئِذٍ لِلْمُكَذِّبِينَ ۝١٥﴾ [المرسلات:15]                                                       | 9-{وَيْلٌ يَوْمَئِذٍ لِّلْمُكَذِّبِينَ} [المرسلات:49]                                                                  |
| المزمل   | 19                                                                     | {إِنَّ هَـٰذِهِ تَذْكِرَةٌ فَمَن شَآءَ ٱتَّخَذَ إِلَىٰ رَبِّهِ سَبِيلاً}                                                  | {إِنَّ هَـٰذِهِ تَذْكِرَةٌ فَمَن شَآءَ ٱتَّخَذَ إِلَىٰ رَبِّهِ سَبِيلاً} [الإنسان:29]                                               |
| المطففين | 9                                                                      | {كِتَابٌ مَّرْقُومٌ}                                                                                | {كِتَابٌ مَّرْقُومٌ} [المطففين:20]                                                                            |
| المطففين | 23                                                                     | {عَلَى ٱلأَرَآئِكِ يَنظُرُونَ}                                                                        | {عَلَى ٱلأَرَآئِكِ يَنظُرُونَ} [المطففين:35]                                                                    |
| المؤمنون | 9                                                                      | {وَٱلَّذِينَ هُمْ عَلَىٰ صَلَوَاتِهِمْ يُحَافِظُونَ}                                                             | {وَالَّذِينَ هُمْ عَلَىٰ صَلاَتِهِمْ يُحَافِظُونَ} [المعارج:34]                                                           |
| المؤمنون | 79                                                                     | {وَهُوَ ٱلَّذِي ذَرَأَكُمْ فِي ٱلأَرْضِ وَإِلَيْهِ تُحْشَرُونَ}                                                      | {قُلْ هُوَ ٱلَّذِي ذَرَأَكُمْ فِي ٱلأَرْضِ وَإِلَيْهِ تُحْشَرُونَ} [الملك:24]                                                   |
| المؤمنون | 82                                                                     | {قَالُوۤاْ أَإِذَا مِتْنَا وَكُنَّا تُرَاباً وَعِظَاماً أَإِنَّا لَمَبْعُوثُونَ}                                           | 1-{أَءِذَا مِتْنَا وَكُنَّا تُرَاباً وَعِظَاماً أَءِنَّا لَمَبْعُوثُونَ} [الصافات:16]                                            |
| المؤمنون |                                                                        | 2-{أَءِذَا مِتْنَا وَكُنَّا تُرَاباً وَعِظَاماً أَءِنَّا لَمَدِينُونَ} [الصافات:53]                                   | |
| المؤمنون | 83                                                                     | {لَقَدْ وُعِدْنَا نَحْنُ وَآبَآؤُنَا هَـٰذَا مِن قَبْلُ إِنْ هَـٰذَآ إِلاَّ أَسَاطِيرُ ٱلأَوَّلِينَ}                              | {لَقَدْ وُعِدْنَا هَـٰذَا نَحْنُ وَآبَآؤُنَا مِن قَبْلُ إِنْ هَـٰذَآ إِلاَّ أَسَاطِيرُ ٱلأَوَّلِينَ} [النمل:68]                             |
| المؤمنون | 26                                                                     | {قَالَ رَبِّ ٱنصُرْنِي بِمَا كَذَّبُونِ}                                                                   | {قَالَ رَبِّ ٱنْصُرْنِي بِمَا كَذَّبُونِ} [المؤمنون:39]                                                               |
| المؤمنون | 31                                                                     | {ثُمَّ أَنشَأْنَا مِن بَعْدِهِمْ قَرْناً آخَرِينَ}                                                             | {ثُمَّ أَنشَأْنَا مِن بَعْدِهِمْ قُرُوناً آخَرِينَ} [المؤمنون:42]                                                        |
| النازعات | 33                                                                     | {مَتَاعاً لَّكُمْ وَلأَنْعَامِكُمْ}                                                                       | {مَّتَاعاً لَّكُمْ وَلأَنْعَامِكُمْ} [عبس:32]                                                                        |
| النبأ    | 4                                                                      | {كَلاَّ سَيَعْلَمُونَ}                                                                               | {ثُمَّ كَلاَّ سَيَعْلَمُونَ} [النبأ:5]                                                                            |
| النجم    | 25                                                                     | {فَلِلَّهِ ٱلآخِرَةُ وٱلأُولَىٰ}                                                                       | 1-{وَإِنَّ لَنَا لَلآخِرَةَ وَٱلأُولَىٰ} [الليل:13]                                                                 |
| النحل    | 42                                                                     | {ٱلَّذِينَ صَبَرُواْ وَعَلَىٰ رَبِّهِمْ يَتَوَكَّلُونَ}                                                             | {ٱلَّذِينَ صَبَرُواْ وَعَلَىٰ رَبِّهِمْ يَتَوَكَّلُونَ} [العنكبوت:59]                                                         |
| النحل    | 55                                                                     | {لِيَكْفُرُواْ بِمَآ آتَيْنَاهُمْ فَتَمَتَّعُواْ فَسَوْفَ تَعْلَمُونَ}                                                   | {لِيَكْفُرُواْ بِمَآ آتَيْنَاهُمْ فَتَمَتَّعُواْ فَسَوْفَ تَعْلَمُونَ} [الروم:34]                                                  |
| النحل    | 34                                                                     | {فَأَصَابَهُمْ سَيِّئَاتُ مَا عَمِلُواْ وَحَاقَ بِهِم مَّا كَانُواْ بِهِ يَسْتَهْزِئُونَ}                                      | 1-{وَبَدَا لَهُمْ سَيِّئَاتُ مَا كَـسَبُواْ وَحَاقَ بِهِم مَّا كَانُواْ بِهِ يَسْتَهْزِئُونَ} [الزمر:48]                                 |
| النحل    |                                                                        | 2-{وَبَدَا لَهُمْ سَيِّئَاتُ مَا عَمِلُواْ وَحَاقَ بِهِم مَّا كَانُواْ بِهِ يَسْتَهْزِئُونَ} [الجاثية:33]                      | |
| النحل    | 43                                                                     | {وَمَآ أَرْسَلْنَا مِن قَبْلِكَ إِلاَّ رِجَالاً نُّوحِيۤ إِلَيْهِمْ فَٱسْأَلُواْ أَهْلَ ٱلذِّكْرِ إِن كُنْتُم لاَ تَعْلَمُونَ}               | {وَمَآ أَرْسَلْنَا قَبْلَكَ إِلاَّ رِجَالاً نُّوحِيۤ إِلَيْهِمْ فَاسْئَلُوۤاْ أَهْلَ ٱلذِّكْرِ إِن كُنتُمْ لاَ تَعْلَمُونَ} [الأنبياء:7]               |
| النمل    | 3                                                                      | {ٱلَّذِينَ يُقِيمُونَ ٱلصَّلاَةَ وَيُؤْتُونَ ٱلزَّكَاةَ وَهُم بِٱلآخِرَةِ هُمْ يُوقِنُونَ}                                   | {ٱلَّذِينَ يُقِيمُونَ ٱلصَّلاَةَ وَيُؤْتُونَ ٱلزَّكَاةَ وَهُمْ بِٱلآخِرَةِ هُمْ يُوقِنُونَ} [لقمان:4]                                   |
| النمل    | 81                                                                     | {وَمَآ أَنتَ بِهَادِي ٱلْعُمْيِ عَن ضَلالَتِهِمْ إِن تُسْمِعُ إِلاَّ مَن يُؤْمِنُ بِآيَاتِنَا فَهُم مُّسْلِمُونَ}                     | {وَمَآ أَنتَ بِهَادِ ٱلْعُمْيِ عَن ضَلاَلَتِهِمْ إِن تُسْمِعُ إِلاَّ مَن يُؤْمِنُ بِآيَاتِنَا فَهُمْ مُّسْلِمُونَ} [الروم:53]                     |
| النمل    | 53                                                                     | {وَأَنجَيْنَا ٱلَّذِينَ آمَنُواْ وَكَانُواْ يَتَّقُونَ}                                                          | {وَنَجَّيْنَا ٱلَّذِينَ آمَنُواْ وَكَانُواْ يتَّقُونَ} [فصلت:18]                                                           |
| النمل    | 80                                                                     | {إِنَّكَ لاَ تُسْمِعُ ٱلْمَوْتَىٰ وَلاَ تُسْمِعُ ٱلصُّمَّ ٱلدُّعَآءَ إِذَا وَلَّوْاْ مُدْبِرِينَ}                                   | {فَإِنَّكَ لاَ تُسْمِعُ ٱلْمَوْتَىٰ وَلاَ تُسْمِعُ ٱلصُّمَّ ٱلدُّعَآءَ إِذَا وَلَّوْاْ مُدْبِرِينَ} [الروم:52]                                 |
| الواقعة  | 67                                                                     | {بَلْ نَحْنُ مَحْرُومُونَ}                                                                            | {بَلْ نَحْنُ مَحْرُومُونَ} [القلم:27]                                                                           |
| الواقعة  | ﴿فَسَبِّحْ بِاسْمِ رَبِّكَ الْعَظِيمِ ۝٧٤﴾ [الواقعة:74]                                 | ﴿فَسَبِّحْ بِاسْمِ رَبِّكَ الْعَظِيمِ ۝٧٤﴾ [الواقعة:74]                                                      | {فَسَبِّحْ بِٱسْمِ رَبِّكَ ٱلْعَظِيمِ} [الحاقة:52]                                                                    |
| الواقعة  | ﴿فَسَبِّحْ بِاسْمِ رَبِّكَ الْعَظِيمِ ۝٧٤﴾ [الواقعة:74]                                 | ﴿فَسَبِّحْ بِاسْمِ رَبِّكَ الْعَظِيمِ ۝٧٤﴾ [الواقعة:74]                                                      | {فَسَبِّحْ بِٱسْمِ رَبِّكَ ٱلْعَظِيمِ} [الواقعة:96]                                                                   |
| الواقعة  | 80                                                                     | {تَنزِيلٌ مِّن رَّبِّ ٱلْعَالَمِينَ}                                                                      | {تَنزِيلٌ مِّن رَّبِّ ٱلْعَالَمِينَ} [الحاقة:43]                                                                    |
| الواقعة  | 13                                                                     | {ثُلَّةٌ مِّنَ ٱلأَوَّلِينَ}                                                                            | {ثُلَّةٌ مِّنَ ٱلأَوَّلِينَ} [الواقعة:39]                                                                         |
| إبراهيم  | 20                                                                     | {وَمَا ذٰلِكَ عَلَى ٱللَّهِ بِعَزِيزٍ}                                                                    | {وَمَا ذَلِكَ عَلَى ٱللَّهِ بِعَزِيزٍ} [فاطر:17]                                                                    |
| آل عمران | 182                                                                    | {ذٰلِكَ بِمَا قَدَّمَتْ أَيْدِيكُمْ وَأَنَّ ٱللَّهَ لَيْسَ بِظَلاَّمٍ لِّلْعَبِيدِ}                                             | {ذٰلِكَ بِمَا قَدَّمَتْ أَيْدِيكُمْ وَأَنَّ ٱللَّهَ لَيْسَ بِظَلَّٰمٍ لِّلْعَبِيدِ} [الأنفال:51]                                           |
| ص        | 87                                                                     | {إِنْ هُوَ إِلاَّ ذِكْرٌ لِّلْعَالَمِينَ}                                                                    | {إِنْ هُوَ إِلاَّ ذِكْرٌ لِّلْعَالَمِينَ} [التكوير:27]                                                                 |
| طه       | 24                                                                     | {ٱذْهَبْ إِلَىٰ فِرْعَوْنَ إِنَّهُ طَغَىٰ}                                                                    | {ٱذْهَبْ إِلَىٰ فِرْعَوْنَ إِنَّهُ طَغَىٰ} [النازعات:17]                                                                |
| طه       | 9                                                                      | {وَهَلْ أَتَاكَ حَدِيثُ مُوسَىٰ}                                                                        | {هَلْ أَتَاكَ حَدِيثُ مُوسَىٰ} [النازعات:15]                                                                     |
| غافر     | ﴿حم ۝١﴾ [غافر:1]                                                        | ﴿حم ۝١﴾ [غافر:1]                                                                             | 1-{حـمۤ} [فصلت:1]                                                                                      |
| هود      | 96                                                                     | {وَلَقَدْ أَرْسَلْنَا مُوسَىٰ بِآيَاتِنَا وَسُلْطَانٍ مُّبِينٍ}                                                      | {وَلَقَدْ أَرْسَلْنَا مُوسَىٰ بِآيَاتِنَا وَسُلْطَانٍ مُّبِينٍ} [غافر:23]                                                      |
| هود      | 110                                                                    | {وَلَقَدْ آتَيْنَا مُوسَىٰ ٱلْكِتَابَ فَٱخْتُلِفَ فِيهِ وَلَوْلاَ كَلِمَةٌ سَبَقَتْ مِن رَّبِّكَ لَقُضِيَ بَيْنَهُمْ وَإِنَّهُمْ لَفِي شَكٍّ مِّنْهُ مُرِيبٍ} | {وَلَقَدْ آتَيْنَا مُوسَى ٱلْكِتَابَ فَٱخْتُلِفَ فِيهِ وَلَوْلاَ كَلِمَةٌ سَبَقَتْ مِن رَّبِّكَ لَقُضِيَ بَيْنَهُمْ وَإِنَّهُمْ لَفِي شَكٍّ مِّنْهُ مُرِيبٍ} [فصلت:45] |
| هود      | 22                                                                     | {لاَ جَرَمَ أَنَّهُمْ فِي ٱلآخِرَةِ هُمُ ٱلأَخْسَرُونَ}                                                         | {لاَ جَرَمَ أَنَّهُمْ فِي ٱلآخِرَةِ هُمُ ٱلْخَاسِرونَ} [النحل:109]                                                       |
| يوسف     | 2                                                                      | {إِنَّآ أَنْزَلْنَاهُ قُرْآناً عَرَبِيّاً لَّعَلَّكُمْ تَعْقِلُونَ}                                                      | {إِنَّا جَعَلْنَاهُ قُرْآناً عَرَبِيّاً لَّعَلَّكُمْ تَعْقِلُونَ} [الزخرف:3]                                                      |
| يوسف     | 22                                                                     | {وَلَمَّا بَلَغَ أَشُدَّهُ آتَيْنَاهُ حُكْماً وَعِلْماً وَكَذٰلِكَ نَجْزِي ٱلْمُحْسِنِينَ}                                       | {وَلَمَّا بَلَغَ أَشُدَّهُ وَٱسْتَوَىٰ آتَيْنَاهُ حُكْماً وَعِلْماً وَكَذَلِكَ نَجْزِي ٱلْمُحْسِنِينَ} [القصص:14]                               |
| يونس     | ﴿وَيَقُولُونَ مَتَى هَذَا الْوَعْدُ إِنْ كُنْتُمْ صَادِقِينَ ۝٤٨﴾ [يونس:48]                    | ﴿وَيَقُولُونَ مَتَى هَذَا الْوَعْدُ إِنْ كُنْتُمْ صَادِقِينَ ۝٤٨﴾ [يونس:48]                                         | 1-{وَيَقُولُونَ مَتَىٰ هَـٰذَا ٱلْوَعْدُ إِن كُنتُمْ صَادِقِينَ} [الأنبياء:38]                                               |
| يونس     | ﴿وَيَقُولُونَ مَتَى هَذَا الْوَعْدُ إِنْ كُنْتُمْ صَادِقِينَ ۝٤٨﴾ [يونس:48]                    | ﴿وَيَقُولُونَ مَتَى هَذَا الْوَعْدُ إِنْ كُنْتُمْ صَادِقِينَ ۝٤٨﴾ [يونس:48]                                         | 2-{وَيَقُولُونَ مَتَىٰ هَـٰذَا ٱلْوَعْدُ إِن كُنتُمْ صَادِقِينَ} [النمل:71]                                                  |
| يونس     | ﴿وَيَقُولُونَ مَتَى هَذَا الْوَعْدُ إِنْ كُنْتُمْ صَادِقِينَ ۝٤٨﴾ [يونس:48]                    | ﴿وَيَقُولُونَ مَتَى هَذَا الْوَعْدُ إِنْ كُنْتُمْ صَادِقِينَ ۝٤٨﴾ [يونس:48]                                         | 3-{وَيَقُولُونَ مَتَىٰ هَـٰذَا ٱلْوَعْدُ إِن كُنتُمْ صَادِقِينَ} [سبأ:29]                                                    |
| يونس     | ﴿وَيَقُولُونَ مَتَى هَذَا الْوَعْدُ إِنْ كُنْتُمْ صَادِقِينَ ۝٤٨﴾ [يونس:48]                    | ﴿وَيَقُولُونَ مَتَى هَذَا الْوَعْدُ إِنْ كُنْتُمْ صَادِقِينَ ۝٤٨﴾ [يونس:48]                                         | 4-{وَيَقُولُونَ مَتَىٰ هَذَا ٱلْوَعْدُ إِن كُنتُمْ صَادِقِينَ} [يس:48]                                                      |
| يونس     | ﴿وَيَقُولُونَ مَتَى هَذَا الْوَعْدُ إِنْ كُنْتُمْ صَادِقِينَ ۝٤٨﴾ [يونس:48]                    | ﴿وَيَقُولُونَ مَتَى هَذَا الْوَعْدُ إِنْ كُنْتُمْ صَادِقِينَ ۝٤٨﴾ [يونس:48]                                         | 5-{وَيَقُولُونَ مَتَىٰ هَـٰذَا ٱلْوَعْدُ إِن كُنتُمْ صَادِقِينَ} [الملك:25]                                                  |

## مؤلفات في متشابه القرآن
1. درة التنزيل وغرة التأويل في بيان الآيات المتشابهات في كتاب الله العزيز، الخطيب الاسكافي، دار الآفاق الجديدة.
2. البرهان في متشابهات القرآن، عبد القادر سليمان الطيب، دار الخضيري للنشر والتوزيع.
3. جامع البيان في متشابه المثان أفانين حفاظ القرآن، محمد بن سيد، مكتبة السنة.
4. البرهان في متشابه القرآن، دار الوفاء، برهان الدين الكرماني، دار الوفاء للطباعة والنشر والتوزيع.
5. الإكليل في المتشابه والتأويل، ابن تيمية.
6. متشابه القرآن، القاضي عبد الجبار، دار التراث.
7. متشابه القرآن ومختلفه تأليف محمد بن علي بن شهر آشوب السروي المازندراني.
8. خالص الجمان في متشابه القرآن، هشام بن إبراهيم أبو شام، مكتبة الشنقيطي للنشر والتوزيع.
9. البيان في متشابهات القرآن الكريم، دولت محمد أحمدي موسى عمران، دار البشير.
10. الدليل المفهرس لآيات القرآن الكريم المتشابهة الألف، عاطف المليجي، دار الزمان.
11. ضوابط لحملة القرآن في المتشابهات اللفظية للفرقان، فائز محمد طعمة، دار وحي القلم.
12. جامع البيان في متشابه القرآن، أبو سريع محمد أبو سريع، دار الحضارة للنشر والتوزيع.
13. المتشابه اللفظي في القرآن الكريم دراسة حاسوبية، عماد بن عبد الرحمن الصغير، ندوة تقنية المعلومات والعلوم الشرعية والعربية محور التطبيقات اللغوية.
14. المحاذير التي وقع بها من خاض في ما تشابه من نصوص القرآن والسنة، صهيب محمود السقار، جامعة قار يونس.
15. مورد الظمآن شرح هداية الصبيان لفهم مشكل القرآن، علي بن عمر بن أحمد الميهي، مكتبة أولاد الشيخ.
16. تيسير البيان لأحكام القرآن، محمد بن علي عبد الله اليمني، دار النوادر.